# 喜多村英梨
喜多村 英梨（きたむら えり、1987年8月16日 - ）は、日本の女性声優、歌手。フリー。所属レーベルはdystopia record（自主レーベル）。
東京都府中市出身。子役時代の芸名は岡村 英梨（おかむら えり）。声優業へ移行後は、現在の本名で活動している。
代表作は、『フレッシュプリキュア！』（蒼乃美希 / キュアベリー）、『〈物語〉シリーズ』（阿良々木火憐）、『魔法少女まどか☆マギカ』（美樹さやか）など。

## 来歴

### 生い立ち
1987年（昭和62年）8月16日に東京都府中市で生まれる。母親がアニメ・声優に興味を持っていたこともあって、幼少時より『美少女戦士セーラームーン』などのアニメ、漫画が好きだった。テレビ東京のバラエティ番組『声♥遊倶楽部』も観ており、将来の夢は声優、マンガ家、アニソン歌手、キャラクターデザイナーという感じで目指していた。そのため、当時から声優になりたいと思い、8歳で劇団に入団していたが、声優を目指すクラスには年齢制限があったため、当初は子役として活動した。事務所は宝映テレビプロダクション、舞夢プロに所属。『ズッコケ三人組』（安藤圭子役）などに出演、『さわやか3組（1997年度版）』や『ウルトラマンダイナ』などにもゲスト出演経験がある。

### キャリア
声優という夢を捨てきれず、テレビに出演していたことが原因でクラスから無視されることもあった。それ以上に「自分の好きなもので成功して見返してやる！」という思いが強くなって「よりマンガを描き、より声優のラジオを聞き、より声優の世界で成功してやろう」と思うようになり、2003年、一般公募のVSオーディション2003（ポニーキャニオン主催）に、喜多村英梨として参加しグランプリを獲得、同年テレビアニメ『LAST EXILE』（タチアナ・ヴィスラ役）で声優デビューを果たす。2004年には自身も出演したテレビアニメ『マーメイドメロディー ぴちぴちピッチ ピュア』（星羅役）のオープニングテーマ『Before the Moment』で歌手としてもデビューした。
2005年、『BLOOD+』（音無小夜役）で主人公役に抜擢される。2007年1月1日に、それまでのヒロセプロジェクトから、より声優色の強いカレイドスコープに移籍。『こどものじかん』（九重りん役）、『ぽてまよ』（森山素直役）、『ダンボール戦機W』（ジェシカ・カイオス）など多くの作品で主要キャラクターを演じるようになった。
2009年11月30日を以ってカレイドスコープを退所、12月1日よりEARLY WING所属。

### 現在まで
2012年8月8日にEARLY WINGの系列事務所であるAbility Soul Proへの移籍を発表した。2014年6月1日、再びEARLY WINGへ移籍。
2019年1月1日、所属事務所のEARLY WINGを退所し、フリーランスで活動することを自身のTwitterで発表した。

## 人物
趣味・特技は黒・ゴシック、ゲーム。

### 声優
クールな女性役を得意としている。
デビュー当初はヒロインにおいて「男性に対してつれない（俗に言う「ツンデレ」）役」が多いが、逆に九重りんのようないわゆる「アプローチをかける役柄」の演技を人に見られるのが恥ずかしいようで、出演作のONAIRを見てしまった際にはテレビの前で悶えていると語っている。
『こはるびより』ではメイドロボのヒロイン・ゆいを演じたが、「もうとにかく必死だった」と語っている。最初から最後までゆいが登場する上にノリツッコミの激しいキャラであるために、第一回のアフレコでは酸欠になったこともあり、「これだけ喋ってるのがアニメではあまりないんじゃないかと言うくらい台詞が多い」という。共演者の近藤孝行は「ものすごく頑張っていた」と語っている。 
特技の一つに他の声優の物真似があり、自身の出演するラジオ番組でしばしば披露することがある。
2013年10月12日、マチ★アソビにて声優ユニットつきねこメンバーとして徳島観光大使に就任。

### 歌手活動
キャラクターソングのほか、自身名義でも歌手活動を行っている。ポニーキャニオン、ランティス、キングレコードのスターチャイルドを経て、トムス・ミュージックへレーベル移籍。
作詞家として、通算4枚目のシングル表題曲「Guilty Future」は、E-rimix名義が自ら歌詞を手掛けて、シングルジャケットは「KITAMURA ERIMIX」名義を表記。
2012年2月8日に発売したスターチャイルド3枚目のシングル『Happy Girl』がオリコンシングル週間ランキングで初登場5位を記録し、自身初となるトップ10入りを果たした他、7月25日に発売した初アルバム『RE;STORY』でもオリコンアルバム週間ランキングで初登場5位を記録した。
2013年5月22日には『喜多村英梨 Music Clips』、同年6月26日には『喜多村英梨 FIRST TOUR 2012 RE;STORY』と、2か月連続で映像作品をリリースした。
2015年以降は歌手としての活動はなかったが、2016年10月21日に「Amazing Soul Fes 2016 in 上海」へ出演して2年ぶりに活動を再開。同年11月1日にトムス・ミュージックへの移籍を発表し、2017年3月22日にミニアルバム『Revolution【re:i】』を発売。同年10月28日にロッカンミュージックへの所属が発表された。
声優ユニットとしては、井口裕香との「えりゆか」、今井麻美との「ARTERY VEIN」をそれぞれ結成している。また、オリジナル曲はないものの、『神さまのいない日曜日』テーマ曲リリースに合わせて小松未可子と「キタこし」としてプロモーションを展開、2013年アニサマでは「Black Holy」と「Happy Girl」をデュエットした。
2019年1月、完全個人資金でインディーズレーベル「dystopia record」の立ち上げを発表し、シンガーソングライターとしての音楽活動も開始した。第1弾シングル『瑠璃色』のトレーラーがYouTubeチャンネルにて公開された。

### エピソード

#### 嗜好
食べ物で好きなのは甘い物（ラスク、エクレアなど）、嫌いなのは苦い物（コーヒーなど）。
好きな漫画家・イラストレーターは、大暮維人、西E田など。また、自身もイラストや漫画を描き、雑誌のインタビュー記事でも掲載されることがよくある。かつては同人誌活動も行っていた。

#### その他
2009年度に出演した『フレッシュプリキュア!』（蒼乃美希 / キュアベリー役）については、制作発表の会見時「シリーズが始まったときはTVで見ていたので、自分が関われるとは思っていなかった」「あの頃の視聴者としての気持ちと、今後の作り手としての気持ちの両方を力に替えて頑張っていきたい」と抱負を語った。
中学時代は、囲碁部と文芸部とパソコン部を掛け持ちしていた。また、文芸部とパソコン部の部長を務めた。
自身のファンのことを「キタエリスト」と呼ぶ。特に、男性ファンを「キタエリスト薔薇組」、女性ファンを「キタエリスト百合組」とよぶ。
2012年9月1日以前はブログの他にTwitterにてファンと双方向での交流をしていたが、誹謗・中傷の被害を受けたため、所属事務所の判断によりTwitterアカウントを停止し、以降の交流はブログでの発信のみとなった。後日、アカウントを事務所スタッフ管理の下で再開した。2019年1月よりフリーランスでの活動開始に伴い、公式Twitterとして個人管理の下で運用している。
一人っ子である。

## 出演
太字はメインキャラクター。

### テレビアニメ
2003年
- LAST EXILE（タチアナ・ヴィスラ）

2004年
- マーメイドメロディー ぴちぴちピッチ ピュア（星羅）

2005年
- BLOOD+（音無小夜）

2006年
- シムーン（アムリア）
- シュヴァリエ 〜Le Chevalier D'Eon〜（アンナ）
- NIGHT HEAD GENESIS（谷口良美）

2007年
- アイドルマスター XENOGLOSSIA（菊地真）
- 一騎当千 シリーズ（2007年 - 2010年、夏侯淵妙才） - 3シリーズ
- 風のスティグマ（ミハイル・ハーレイ）
- クレヨンしんちゃん（2007年 - 2025年、腰元、ツルりん）
- こどものじかん（九重りん）
- 地獄少女 シリーズ（2007年 - 2017年、森内樹里、西野ちずる） - 3シリーズ
- スカルマン（子供）
- 瀬戸の花嫁（不知火明乃）
- ふたつの胡桃（中西彩花）
- 逮捕しちゃうぞ フルスロットル（ユカリ）
- 地球へ…（トォニィ〈幼少時代〉）
- 桃華月憚（犬飼真琴）
- ぽてまよ（森山素直）
- みなみけ（2007年 - 2013年、内田ユカ） - 4シリーズ

2008年
- あまつき（夜行）
- ヴァンパイア騎士（遠矢莉磨、玖蘭枢〈幼少期〉） - 2シリーズ
- カオス;ヘッド -CHAOS;HEAD-（咲畑梨深）
- 喰霊-零-（春日ナツキ）
- 狂乱家族日記（ピエール / 西倉明）
- ケメコデラックス!（小林三平太）
- シゴフミ（八広蘭）
- 純情ロマンチカ（上條弘樹〈少年〉）
- とらドラ!（川嶋亜美）
- 乃木坂春香の秘密（2008年 - 2009年、澤村良子） - 2シリーズ
- のらみみ（シナモン） - 2シリーズ
- 美肌一族（祐天寺咲）
- BLASSREITER（レーネ）
- PERSONA -trinity soul-（榊葉拓朗の父）
- ヤッターマン（第2作）（堀田）

2009年
- アスラクライン（倉澤六夏） - 2シリーズ
- アラド戦記〜スラップアップパーティー〜（少年バロン）
- うみねこのなく頃に（シエスタ410）
- かなめも（東ひなた）
- クイーンズブレイド シリーズ（アレイン） - 2シリーズ
- 黒神 The Animation（カクマ）
- 宇宙をかける少女（リリー）
- 大正野球娘。（月映静）
- 東京マグニチュード8.0（マユ）
- NEEDLESS（イヴ・ノイシュヴァンシュタイン）
- 〈物語〉シリーズ（2009年 - 2019年、阿良々木火憐） - 8シリーズ
- FAIRY TAIL（2009年 - 2024年、カナ・アルベローナ、アクエリアス、グレイ〈少年時代〉 / 幼いグレイ、ナレーション） - 4シリーズ
- フレッシュプリキュア!（2009年 - 2010年、蒼乃美希 / キュアベリー）
- 夢色パティシエール（2009年 - 2010年、天王寺麻里、ハニー） - 2シリーズ

2010年
- Angel Beats!（ユイ）
- 学園黙示録 HIGHSCHOOL OF THE DEAD（高城沙耶）
- 海月姫（サラ）
- 屍鬼（倉橋佳枝）
- GIANT KILLING（少年）
- ソ・ラ・ノ・ヲ・ト（クレハ / 墨埜谷暮羽）
- 戦う司書 The Book of Bantorra（ハミュッツ＝メセタ〈少女〉）
- ダンス イン ザ ヴァンパイアバンド（ネリー、女子執行部C、骨なし女A）
- テガミバチ（アン・グラード）
- デュラララ!!（2010年 - 2016年、折原舞流） - 4シリーズ
- ぬらりひょんの孫（2010年 - 2011年、梅若丸〈7歳〉、奴良リクオ〈幼少期〉） - 2シリーズ
- 這いよる! ニャルアニ リメンバー・マイ・ラブ〈クラフト先生〉（八坂真尋）
- メタルファイト ベイブレード（2010年 - 2011年、ソフィ） - 2シリーズ
- WORKING!!（2010年 - 2015年、轟八千代） - 3シリーズ

2011年
- 青の祓魔師（2011年 - 2025年、神木出雲） - 5シリーズ
- お兄ちゃんのことなんかぜんぜん好きじゃないんだからねっ!!（高梨奈緒）
- 30歳の保健体育（ぴぃちゃん、くぅちゃん）
- C³ -シーキューブ-（上野錐霞）
- SKET DANCE（クエッチョン）
- 戦国乙女〜桃色パラドックス〜（明智ミツヒデ、アケリン）
- そふてにっ（沢夏琴音）
- HIGH SCORE（藤原愛実、羽柴泉水）
- フリージング（ガネッサ＝ローランド）
- 魔法少女まどか☆マギカ（美樹さやか）
- まよチキ!（涼月奏）
- ラストエグザイル-銀翼のファム-（タチアナ・ヴィスラ）
- Rio RainbowGate!（ミザリィ、アナウンサー）

2012年
- お兄ちゃんだけど愛さえあれば関係ないよねっ（二階堂嵐）
- ガールズ&パンツァー（ダージリン、ツチヤ、王大河、プラウダ高校フラッグ車車長）
- カンピオーネ! 〜まつろわぬ神々と神殺しの魔王〜（リリアナ・クラニチャール）
- 戦国コレクション（お砂場・尼子経久）
- 黄昏乙女×アムネジア（庚霧江）
- ダンボール戦機W（ジェシカ・カイオス）
- 超訳百人一首 うた恋い。（藤子）
- DOG DAYS シリーズ（2012年 - 2015年、アデライド・グランマニエ） - 2シリーズ
- となりの怪物くん（山口賢二〈幼少時代〉）
- 這いよれ! ニャル子さん（2012年 - 2013年、八坂真尋） - 2シリーズ
- パパのいうことを聞きなさい!（小鳥遊美羽）
- 武装神姫（ポッチィ / 犬型 ハウリン）
- ブラック★ロックシューター（出灰カガリ）
- ポケットモンスター ベストウイッシュ（ホミカ）

2013年
- カーニヴァル（キイチ、花礫〈少年時代〉）
- 神さまのいない日曜日（ディー・エンジー・ストラトミットス）
- 京騒戯画（八瀬）
- 幻影ヲ駆ケル太陽（星河せいら）
- 世界でいちばん強くなりたい!（桐島真琴）
- 絶対防衛レヴィアタン（バハムート）
- 閃乱カグラ（2013年 - 2018年、焔） - 2シリーズ
- 超次元ゲイム ネプテューヌ THE ANIMATION（ユニ / ブラックシスター）
- てーきゅう（近藤アネンコフ）
- デュエル・マスターズ ビクトリーV3（2013年 - 2014年、ロビー）
- 東京レイヴンズ（倉橋京子）
- 幕末義人伝 浪漫（小春）
- まんがーる!（彩野ひかり）
- ムシブギョー（真白）

2014年
- ガールフレンド（仮）（東雲レイ）
- クロスアンジュ 天使と竜の輪舞（サリア）
- シドニアの騎士（2014年 - 2015年、仄姉妹） - 2シリーズ
- 神撃のバハムート シリーズ（2014年 - 2017年、ケルベロス、オス犬、メス犬） - 2シリーズ
- 東京ESP（春日ナツキ）
- ドラゴンコレクション（ルビカ）
- ハピネスチャージプリキュア!（キュアベリー）
- ハマトラ（ハニー） - 2シリーズ
- ブレイク ブレイド（レト）
- 鬼灯の冷徹（2014年 - 2018年、お香、子蓬） - 3シリーズ
- まじっく快斗1412（小泉紅子）
- みんな集まれ!ファルコム学園（リリア）

2015年
- 青春×機関銃（赤羽市） - 1シリーズ + 特別編
- 魔法少女リリカルなのはViVid（リオ・ウェズリー）
- 山田くんと7人の魔女（小田切寧々）
- 夜ノヤッターマン（ドロンジョ / レパード）

2016年
- あおおに〜じ・あにめぇしょん〜（2016年 - 2017年、みか）
- おじさんとマシュマロ（若林伊織）
- 奇異太郎少年の妖怪絵日記（狐面の女〈妖狐〉）
- くまみこ（酒田響）
- タイムボカン24（2016年 - 2018年、ビマージョ、シュウマイメカ、嫁メカ） - 2シリーズ
- タブー・タトゥー（リサ・ラブロック）
- テラフォーマーズ リベンジ（アミリア・ヴェンカテッシュ）
- NEW GAME!（2016年 - 2017年、葉月しずく、もずく） - 2シリーズ
- バーナード嬢曰く。（町田さわ子）
- ファンタシースターオンライン2 ジ アニメーション（クーナ）
- ViVid Strike!（リオ・ウェズリー）
- Bloodivores（ゾー・アンジ）
- 僕のヒーローアカデミア（2016年 - 2024年、芦戸三奈、飯田天哉の母） - 7シリーズ
- Rewrite（2016年 - 2017年、千里朱音） - 2シリーズ

2017年
- CHAOS;CHILD（咲畑梨深）
- カードファイト!! ヴァンガードG シリーズ（2017年 - 2018年、星崎ノア / カオスブレイカー） - 2シリーズ
- ロクでなし魔術講師と禁忌教典（セリカ＝アルフォネア）
- sin 七つの大罪（ルシファー）
- 恋愛暴君（天亞薇）
- 名探偵コナン（2017年 - 2020年、三好純子、西条彩華）
- 武装少女マキャヴェリズム（鳴神虎春）
- 恋と嘘（五十嵐柊、ナレーション）
- はじめてのギャル（本城蘭子）
- メイドインアビス（2017年 - 2022年、ミーティ） - 2シリーズ
- お酒は夫婦になってから（水沢千里）

2018年
- 斉木楠雄のΨ難（相卜命） - 2シリーズ
- 魔法少女サイト（貝島えりか）
- 立花館To Lieあんぐる（三井そのあ）
- 刀使ノ巫女（イチキシマヒメ）
- すのはら荘の管理人さん（椎名亜樹）
- ISLAND（枢都夏未）
- 百錬の覇王と聖約の戦乙女（高尾沙耶）
- 銀魂.（謎の少年）
- ガイコツ書店員 本田さん（ホウタイ、カタリーナ、ちえちゃん、電話の主、いつき 他）
- 俺が好きなのは妹だけど妹じゃない（篠崎麗華）
- CONCEPTION（スゥ、サジタリアス）
- 寄宿学校のジュリエット（ソマリ・ロングヘアード）

2019年
- ぱすてるメモリーズ（女の子C）
- 聖闘士星矢 セインティア翔（鷲座の魔鈴）
- 世話やきキツネの仙狐さん（夜空）
- 超可動ガール1/6（ナズナ）
- 手品先輩（咲ちゃん）
- アフリカのサラリーマン（シシ村、ウサギの親子、ハニーその1）
- ファンタシースターオンライン2 エピソード・オラクル（2019年 - 2020年、クーナ）

2020年
- マギアレコード 魔法少女まどか☆マギカ外伝（2020年 - 2021年、美樹さやか） - 2シリーズ
- イエスタデイをうたって（柚原チカ）
- デカダンス（クレナイ、パイプ）
- 魔法科高校の劣等生 シリーズ（2020年 - 2024年、七草香澄） - 2シリーズ

2021年
- 蜘蛛ですが、なにか?（フェイルーン / 漆原美麗）
- 大正オトメ御伽話（志磨珠代）
- かぎなど（2021年 - 2022年、千里朱音、ユイ）  - 2シリーズ
- 闘神機ジーズフレーム（ゾーイ・ピーターソン）

2022年
- 東京24区（ラッキー）
- SHAMAN KING（パスカル・アバフ）
- ルパン三世 PART6（ギャビー）
- 異世界美少女受肉おじさんと（ルシウス）
- 乙女ゲー世界はモブに厳しい世界です（ディアドリー）
- 神クズ☆アイドル（信濃ヒトミ）
- よふかしのうた（2022年 - 2025年、平田ニコ） - 2シリーズ
- ポケットモンスター（サクラギ〈幼少期〉）
- オーバーロードIV（スカマ・エルベロ）
- アキバ冥途戦争（みやび）

2023年
- 英雄王、武を極めるため転生す 〜そして、世界最強の見習い騎士♀〜（システィア・ルージュ）
- ポケットモンスター（2023年 - 2025年、ネモ）

2024年
- 道産子ギャルはなまらめんこい（冬木眞衣）
- BEYBLADE X（2024年 - 2025年、スフィー）
- シンカリオン チェンジ ザ ワールド（2024年 - 2025年、大成イナ）
- オーイ!とんぼ（2024年 - 2025年、つぶら〈安谷屋円〉） - 2シリーズ
- 終末トレインどこへいく?（トキワウーマン）

2025年
- ひみつのアイプリ リング編（リング・クローバー）
- 忍者と殺し屋のふたりぐらし（抜け忍〈リーダー〉 / リーダー / 黒）
- ＃コンパス2.0 戦闘摂理解析システム（輝龍院きらら）

### 劇場アニメ
2008年
- 劇場版 空の境界 第六章 忘却録音（黒桐幹也〈幼少時〉、橘佳織）
- パッテンライ!! 〜南の島の水ものがたり〜

2009年
- 映画 プリキュアオールスターズDX みんなともだちっ☆奇跡の全員大集合!（蒼乃美希 / キュアベリー）
- 映画 フレッシュプリキュア! おもちゃの国は秘密がいっぱい!?（蒼乃美希 / キュアベリー）
- 名探偵コナン 漆黒の追跡者（木谷友美）

2010年
- 映画 プリキュアオールスターズDX2 希望の光☆レインボージュエルを守れ!（蒼乃美希 / キュアベリー / エンジェルベリー）
- ブレイク ブレイド（レト）

2011年
- 映画 プリキュアオールスターズDX3 未来にとどけ! 世界をつなぐ☆虹色の花（蒼乃美希 / キュアベリー）

2012年
- 青の祓魔師 ―劇場版―（神木出雲）
- 映画 プリキュアオールスターズNewStage みらいのともだち（蒼乃美希 / キュアベリー）
- 劇場版イナズマイレブンGO vs ダンボール戦機W（ジェシカ・カイオス）
- 劇場版 FAIRY TAIL 鳳凰の巫女（カナ・アルベローナ）
- 劇場版 魔法少女まどか☆マギカ（2012年 - 2026年、美樹さやか） - 4作品

2013年
- アルヴ・レズル -機械仕掛けの妖精たち-（御影詩希）

2015年
- ガールズ&パンツァー 劇場版（ダージリン、ツチヤ）
- 劇場版 シドニアの騎士（2015年 - 2021年、仄姉妹） - 2作品

2016年
- ラストエグザイル-銀翼のファム- Over The Wishes（タチアナ・ヴィスラ）

2017年
- 青鬼 THE ANIMATION（高城淳子）

2018年
- 映画 HUGっと!プリキュア♡ふたりはプリキュア オールスターズメモリーズ（蒼乃美希 / キュアベリー）
- 僕のヒーローアカデミア THE MOVIEシリーズ（2018年 - 2019年、芦戸三奈） - 2作品

2019年
- 劇場版総集編【後編】メイドインアビス 放浪する黄昏（ミーティ）

2020年
- メイドインアビス 深き魂の黎明（ミーティ）
- 泣きたい私は猫をかぶる（きなこ）

2021年
- 銀魂 THE FINAL（松陽〈少年〉）

2024年
- シノアリス 一番最後のモノガタリ（シンデレラ）

2025年
- 劇場版『チェンソーマン レゼ篇』（台風の悪魔）

### OVA
2007年
- ICE（ミント）
- こどものじかん OVAシリーズ（2007年 - 2011年、九重りん） - 3作品
- こはるびより（ゆい）
- マリア様がみてる 3rdシーズン（軽部逸絵）

2008年
- 舞-乙HiME 0〜S.ifr〜（シスター・シオン）
- 東方奇闘劇3（多々良小傘）※同人アニメ
- 瀬戸の花嫁OVA 仁・義（2008年 - 2009年、不知火明乃）

2009年
- 絶対衝激 〜PLATONIC HEART〜 Battle 4「静かに、澱のように」（たっぴい）
- 這いよる! ニャルアニ（八坂真尋）
- 電波的な彼女〜幸福ゲーム〜（広瀬奈緒）
- みなみけ（2009年 - 2013年、内田ユカ） - コミックス第6・10・11巻限定版同梱OAD
- つきねこ ファンディスクvol.1（ゆうき）

2010年
- 瀬戸の花嫁 否苦炒亜怒羅魔 極道の妻 KEJIME（2010年、不知火明乃）
- 足洗邸の住人たち。（望月・玉兎） - 単行本第10巻初回限定版同梱DVD
- 怪物王女 OAD（2010年 - 2011年、リザ・ワイルドマン） - 3作品
- クイーンズブレイド 美しき闘士たち「愛惜!アレイン千年の別れ」（アレイン）
- スーパーストリートファイターIV（ジュリ） - Xbox 360版限定特典アニメ
- NO MORE HEROES 2（シノブ） - 完全初回限定生産同梱DVD

2011年
- 学園黙示録 Drifters of the Dead（高城沙耶）
- かってに改蔵（名取羽美）
- クイーンズブレイド 新たなる師弟、新たなる闘い（アレイン）
- FAIRY TAIL（2011年 - 2012年、カナ・アルベローナ、アクエリアス、グレイ・フルバスター〈少年時代〉） - 単行本27・31巻の特装版に挿入されるオリジナルアニメーションDVD
- とらドラ!（川嶋亜美） - Blu-ray BOX完全限定生産版に収録された完全新作エピソード
- マジンカイザーSKL（フラッシュ） - 2010年劇場先行公開

2012年
- 一騎当千 集鍔闘士血風録（夏侯淵妙才）
- コープスパーティー OVAシリーズ（2012年 - 2013年、持田由香） - 2作品
- 乙女はお姉さまに恋してる 2人のエルダー THE ANIMATION（七々原薫子）
- C³ -シーキューブ-（上野錐霞） - BD/DVD第5巻TV未放送話
- 乃木坂春香の秘密 ふぃな〜れ♪（澤村良子）
- HIGH SCORE（藤原愛実）
- わんおふ -one off-（前園利絵）

2013年
- パパのいうことを聞きなさい!（2013年 - 2015年、小鳥遊美羽） - 原作第13・18巻限定版付きOVA

2014年
- 超次元ゲイム ネプテューヌ OVAシリーズ（2014年 - 2022年、ユニ / ブラックシスター） - 4作品
  - 超次元ゲイム ネプテューヌ THE ANIMATION #13（2014年） - Blu-ray/DVD第7巻に収録
  - 超次元ゲイム ネプテューヌ 〜ねぷのなつやすみ〜（2019年）
  - 超次元ゲイム ネプテューヌ 〜ねぷねぷだらけの感謝祭〜（2021年）
  - 超次元ゲイム ネプテューヌ 〜陽だまりのリトルパープル〜（2022年）

- 山田くんと7人の魔女（小田切寧々）

2015年
- 魔法少女まどか☆マギカ Concept Movie（美樹さやか）
- Angel Beats! -Hell's Kitchen-（ユイ）
- 閃乱カグラ ESTIVAL VERSUS -水着だらけの前夜祭-（焔）
- 這いよれ! ニャル子さんF（八坂真尋）
- 鬼灯の冷徹 OADシリーズ（2015年 - 2020年、お香）
- DOG DAYS"（アデライド・グランマニエ）
- まじかるすいーと プリズム・ナナ（2015年 - 2016年、織部琴音 / アクアナナ）

2016年
- 「英雄」解体（アリス）
- てーきゅう（近藤アネンコフ） - 『第7期』裏面
- 東方二次創作同人アニメ 秘封活動記録-月- / -祝-（2016年 - 2017年、宇佐見蓮子）

2017年
- ViVid Strike!（リオ・ウェズリー、セコンド） - Blu-ray/DVD第2・3・4巻に収録
- NEW GAME!（葉月しずく） - 第1期全巻購入特典OVA
- 『sin 七つの大罪』ショートアニメ「懺悔録」（ルシファー） - Web未公開エピソード
- ガールズ&パンツァー 最終章（2017年 - 2023年、ツチヤ、ダージリン、王大河）
- はじめてのギャル（本城蘭子） - コミックス第5巻BD付き限定版

2018年
- ビキニ・ウォリアーズOVA2（ブラックナイト）

### Webアニメ
- 化物語（2009年 - 2010年、阿良々木火憐）
- 京騒戯画（2011年 - 2012年、八瀬） - 2シリーズ[一覧 42]
- SHOW BY ROCK!!（2013年、レトリー[178]）
- ポケットモンスター オメガルビー・アルファサファイア メガスペシャルアニメーション（2014年、ツツジ）
- アイドロップス（2016年 - 2018年、タウリン[179][180]） - 2シリーズ[一覧 43]
- 暦物語（2016年、阿良々木火憐[181]）
- 『sin 七つの大罪』ショートアニメ「懺悔録」（2017年、ルシファー）
- いたずら魔女と眠らない街（2017年、リバティ[182]）
- 7SEEDS（2019年 - 2020年、新草ひばり[183]） - 2シリーズ[一覧 44]
- レゴ ニンジャゴー 炎の章（2019年、アスティーラ）
- 斉木楠雄のΨ難 Ψ始動編（2019年、相卜命）
- 薄明の翼（2020年、サイトウ[184]）
- PLUTO（2023年、男の子)
- 〈物語〉シリーズ オフ&モンスターシーズン（2024年、阿良々木火憐[185]）

### ゲーム
2005年
- 神曲奏界ポリフォニカ（スノウドロップ）

2006年
- 武装神姫 BATTLE RONDO / BATTLE MASTERS（2006年 - 2011年、犬型MMS ハウリン、ミミック / 強化ミミック） - 3作品
- BLOOD+ シリーズ（音無小夜） - 3作品

2007年
- 一騎当千 シリーズ（2007年 - 2020年、夏侯淵妙才） - 4作品
- SIMOUN 異薔薇戦争〜封印のリ・マージョン〜（サイルサンドラ）
- 神曲奏界ポリフォニカ Memories White（スノウドロップ）
- デモンパラサイト 悪魔のような天使の彼女（藤岡二葉）

2008年
- アヴァロンコード（ラウカメイヤ）
- CHAOS;HEAD シリーズ（2008年 - 2010年、咲畑梨深） - 3作品
- かのこん えすいー（神邨天音）
- タツノコ VS. CAPCOM CROSS GENERATION OF HEROES（ガンちゃん / ヤッターマン1号）
- ひぐらしのなく頃に絆（佐伯千紗登） - 2作品
- ルクス・ペイン（ノーラ・デーベライナー）

2009年
- アンティフォナの聖歌姫 天使の楽譜Op.A（マフモフ、リオン）
- ケメコデラックス!DS〜ヨメとメカと男と女〜（小林三平太）
- コンチェルトゲート フォルテ
- 旋光の輪舞DUO（三条忍、ニーノ・ピッチョーリ）
- 仙魔道（ミヤビ）
- クイーンズブレイド シリーズ（2009年 - 2019年、アレイン） - 2作品
- 大正野球娘。〜乙女達乃青春日記〜（月映静）
- 電撃学園RPG Cross of Venus（2009年 - 2011年、春日井キズナ） - 2作品
- とらドラ・ポータブル!（川嶋亜美）
- ドリームクラブ シリーズ（2009年 - 2012年、みお） - 3作品
- NUGA-CEL!（2009年 - 2010年、リールレイ・フェイス） - 2作品
- ブルードラゴン 異界の巨獣（主人公の女の子）
- Million KNights Vermilion（ヴァージニア）
- 桃色大戦ぱいろん（鈴河翠、鳴嶋晶）
- ルーンファクトリー3（ショコラ）
- ルミナスアーク3 アイズ（ユウ）
- ロロナのアトリエ 〜アーランドの錬金術士〜（クーデリア・フォン・フォイエルバッハ）

2010年
- アルトネリコ3 世界終焉の引鉄は少女の詩が弾く（フィンネル / ユリシカ / ソーマ / スズノミア）
- SDガンダム カプセルファイターオンライン（オペレーターTYPE B / G）
- うみねこのなく頃に シリーズ（2010年 - 2021年、シエスタ410） - 4作品
- 黄金夢想曲 シリーズ（2010年 - 2011年、シエスタ410） - 3作品
- クイズマジックアカデミー7（メディア）
- こいけん!（はる）
- FAIRY TAIL シリーズ（2010年 - 2012年、カナ・アルベローナ） - 4作品
- コープスパーティー シリーズ（2010年 - 2015年、持田由香） - 4作品
- 紅魔城伝説II 妖幻の鎮魂歌（レミリア・スカーレット、サニーミルク）
- スーパーストリートファイターIV（ハン・ジュリ）
- 戦場のヴァルキュリア2 ガリア王立士官学校（コゼット・コールハース）
- ソ・ラ・ノ・ヲ・ト 乙女ノ五重奏（クレハ / 墨埜谷暮羽）
- TATSUNOKO VS. CAPCOM ULTIMATE ALL-STARS（ヤッターマン1号）
- テイルズ オブ ファンタジア なりきりダンジョンX（ロンドリーネ・E・エッフェンベルグ）
- デュラララ!! シリーズ（2010年 - 2015、折原舞流） - 5作品
- トトリのアトリエ 〜アーランドの錬金術士2〜（クーデリア・フォン・フォイエルバッハ）
- のーふぇいと! -only the power of will-（三条幸恵）
- ノーモア★ヒーローズ 英雄たちの楽園（シノブ・ジェイコブス）
- ぱすてるチャイムContinue（竜胆リナ）
- はなひらっ!（羽村佳織）
- ファイト一発!充電ちゃん!!CC（セル・アクチュレータ）
- プリンセスラバー! 〜Eternal Love For My Lady〜（鳳条院聖華）
- BLUE ROSES 〜妖精と青い瞳の戦士たち〜（アリシア）
- フレーミングサマー（美甘ひなた）
- HOSPITAL. 6人の医師（エマ・ウィルソン）
- マジカ★マジカ（八色沙希）
- マリッジロワイヤル プリズムストーリー（新城音羽）
- 密室のサクリファイス（アスナ）
- メタルファイト ベイブレード 頂上決戦!ビッグバン・ブレーダーズ（ソフィ）
- メタルファイト ベイブレード ポータブル 超絶転生!バルカンホルセウス（ソフィ）
- L@ve once シリーズ（2010年 - 2012年、寺小尾響紀） - 3作品

2011年
- ヴァイスシュヴァルツ ポータブル（ユイ）
- 俺の嫁 〜あなただけの花嫁〜（お姉さんタイプ）
- クイーンズゲイト スパイラルカオス（アレイン、チャムチャム）
- クイズマジックアカデミー8（メディア）
- グランナイツヒストリー（リーシャ）
- 最後の約束の物語（リゼット）
- スーパーストリートファイターIV 3D EDITION（ハン・ジュリ）
- 戦場のヴァルキュリア3（コゼット・コールハース）
- 閃乱カグラ シリーズ（2011年 - 2018年、焔） - 10作品
- 超次元ゲイム ネプテューヌmk2（ユニ / ブラックシスター）
- つくものがたり（那岐千尋）
- DIVINA（高梨奈緒）
- デューク ニューケム フォーエバー（マリー・ホルソム）
- トイ・ウォーズ（倉光麗、ジャンヌ）
- ドリームクラブZERO シリーズ（2011年 - 2013年、みお） - 3作品
- 白衣性恋愛症候群（2011年 - 2012年、大塚はつみ） - 2作品
- ファントムブレイカー（2011年 - 2021年、咲畑梨深） - 3作品
- FAIRY TAIL PORTABLE GUILD 2（カナ、アクエリアス）
- 魔界戦記ディスガイア4 シリーズ（2011年 - 2014年、ブルカノ、アルティナ） - 3作品
- MAPLUS ポータブルナビ3（音声ナビ）
- Rewrite（2011年 - 2017年、千里朱音） - 3作品

2012年
- 青の祓魔師 幻刻の迷宮（神木出雲）
- 円卓の生徒 The Eternal Legend（ルミーナ・クライス・グロムバルグ）
- ガールフレンド（仮）（2012年 - 2016年、東雲レイ、美樹さやか）
- 拡散性ミリオンアーサー（リーフェ）
- 神次元ゲイム ネプテューヌV（ユニ / ブラックシスター）
- クイズマジックアカデミー 賢者の扉（メディア）
- ゲームでも、パパのいうことを聞きなさい!（小鳥遊美羽）
- CONCEPTION 俺の子供を産んでくれ!（2012年 - 2019年、スゥ） - 2作品
- 神撃のバハムート（ケルベロス、アンドロメダ、イカロス、ソードヴァルキリー）
- 真・戦国バスター（茶々）
- 新・剣と魔法と学園モノ。刻の学園（アブナー）
- 水平線まで何マイル? -ORIGINAL FLIGHT-（香椎真澄）
- ストリートファイター X 鉄拳（ハン・ジュリ）
- ソウルマスター -Soul Master-（ナイト、マハリト）
- 東京バベル（サマエル）
- 時と永遠 〜トキトワ〜（トワ）
- 怒首領蜂最大往生（光）
- 化物語 ポータブル（阿良々木火憐）
- ヒーローズファンタジア（音無小夜）
- ファンタシースターオンライン2（クーナ）
- PROJECT X ZONE（ジュリ）
- マージャン★ドリームクラブ（みお）
- マジてん 〜マジで天使を作ってみた〜（ツンデレタイプ）
- 魔法少女まどか☆マギカ オンライン（美樹さやか）
- 魔法少女まどか☆マギカ ポータブル（美樹さやか）
- 迷宮塔路レガシスタ（ミミリィ・バハムート）
- 嫁コレ（2012年 - 2014年、美樹さやか、川嶋亜美、トワ、リズ、二階堂嵐、涼月奏、ユイ、星河せいら、ディー・エンジー・ストラトミットス）
- ロリポップチェーンソー（ジュリエット・スターリング）

2013年
- エクステトラ（エレナ / 黒騎士）
- 神次元アイドル ネプテューヌPP（ユニ）
- グラナド・エスパダ（シャルリン）
- 劇場版 魔法少女まどか☆マギカ The Battle Pentagram（美樹さやか）
- 新・ロロナのアトリエ はじまりの物語〜アーランドの錬金術士〜（クーデリア・フォン・フォイエルバッハ）
- ジョジョの奇妙な冒険 オールスターバトル（広瀬康穂）
- 喋る！海賊ファンタジア（神将マスターエルザ）
- 新星のグランドユニオン（ミズナ）
- スロッターマニアV 学園黙示録 HIGHSCHOOL OF THE DEAD（高城沙耶）
- 地球防衛軍4（2013年 - 2015年、ウイングダイバー） - 2作品
- 超次次元ゲイム ネプテューヌRe;Birth1（ユニ / ブラックシスター）
- 願いの欠片と白銀の契約者（相沢真琴）
- 這いよれ! ニャル子さん 名伏しがたいゲームのようなもの（八坂真尋）
- ファイナルファンタジーXIV:新生エオルゼア（パパリモ）
- 戦国コレクション（お砂場ウサギ・尼子経久）

2014年
- Angel Beats!（2014年 - 2015年、ユイ） - 2作品
- ウルトラストリートファイターIV（ハン・ジュリ）
- ガールズ&パンツァー 戦車道、極めます!（ダージリン、ツチヤ）
- 神次次元ゲイム ネプテューヌRe;Birth3 V CENTURY（ユニ / ブラックシスター）
- クイズマジックアカデミー 天の学舎（メディア）
- グランブルーファンタジー（2014年 - 2023年、ケルベロス）
- グリモア〜私立グリモワール魔法学園〜→グリモアA〜私立グリモワール魔法学園〜（2014年 - 2019年、神凪怜）
- スーパーヒーロージェネレーション（リタ・リターナ、ドガ・リターナ）
- 超ヒロイン戦記（八瀬）
- 超次元アクション ネプテューヌU（ユニ / ブラックシスター）
- 超次次元ゲイム ネプテューヌRe;Birth2 SISTERS GENERATION（ユニ / ブラックシスター）
- ハマトラ Look at Smoking World（ハニー）
- BREAK雀BURST（ティンカー）
- モンスターハンター メゼポルタ開拓記（エルルカ）

2015年
- クイズRPG 魔法使いと黒猫のウィズ（2015年 - 2025年、ルシエラ・フオル、リュディ〈少年期〉、美樹さやか、ハン・ジュリ）
- クイズマジックアカデミー 暁の鐘（メディア）
- クロスアンジュ 天使と竜の輪舞tr.（サリア）
- 激次元タッグ ブラン+ネプテューヌVSゾンビ軍団（ユニ）
- 劇場版 魔法少女まどか☆マギカ MAGICARD BATTLE（美樹さやか）
- ジョジョの奇妙な冒険 アイズオブヘブン（広瀬康穂）
- 白猫プロジェクト（エスメラルダ・プロセイユ）
- 新次元ゲイム ネプテューヌVII（2015年 - 2017年、ユニ / ブラックシスター） - 2作品
- ニトロプラス ブラスターズ -ヒロインズ インフィニット デュエル-（焔）
- ファンタシースターオンライン2 es（2015年 - 2018年、セラフィ、新光大刃）
- PROJECT X ZONE 2:BRAVE NEW WORLD（ハン・ジュリ）
- ランページ ランド ランカーズ（エリザベス・テューダー）
- ファントム オブ キル（パラケルスス、スラーンド、美樹さやか）
- 輝星のリベリオン（ニケ、妲己、板額御前）
- 永恒戦記 - 中国製スマホゲーム
- ガールズ&パンツァー 戦車道大作戦!（ダージリン）

2016年
- 逆転オセロニア（グウェイン）
- 一血卍傑-ONLINE-（ククリヒメ）
- 劇場版 魔法少女まどか☆マギカ [前編] 始まりの物語 / [後編] 永遠の物語（美樹さやか）
- ストリートファイターV（ハン・ジュリ）
- 東京ダンジョンRPG ひめローグっ!（レジーナ）
- トラウマスター∞（水森梓乃）
- ドールズフロントライン（M21、スチェッキン）
- ドリフトガールズ（カチャ）
- 僕のヒーローアカデミア バトル・フォー・オール（芦戸三奈）
- マビノギ（ラグリンネ）
- SEVENTH DARK（ブリュンヒルデ）
- 魔法科高校の劣等生 LOST ZERO（七草香澄）
- ポコロンダンジョンズ （2016年 - 2025年、美樹さやか）
- ワールド オブ ファイナルファンタジー（セラフィ）

2017年
- GOD EATER ONLINE（レイラ・テレジア）
- アビストライブ（パンドラ）
- 放置少女〜百花繚乱の萌姫たち〜（2017年 - 2020年、武将、トウ艾、王異、潘璋、リーフェ）
- アンジュ・ヴィエルジュ〜ガールズバトル〜（2017年 - 2018年、パインパイン、涼月奏、ユニ・ジェミナス）
- 誰ガ為のアルケミスト（アルミラ）
- 御城プロジェクト:RE〜CASTLE DEFENSE〜（2017年 - 2024年、ウォリック城、ネスヴィジ城、美樹さやか、米沢城）
- オルタンシア・サーガ -蒼の騎士団-（マノン）
- 俺達の世界わ終っている。（2017年 - 2019年、早瀬アサノ） - 2作品
- グリムノーツ Repage（シンデレラ、カオス・長靴をはいた猫）
- 黒騎士と白の魔王（2017年 - 2018年、ヘルミオネ、アスモデウス、美樹さやか）
- クイズマジックアカデミー THE WORLD EVOLVE（メディア / グリム・メディア）
- 四女神オンライン CYBER DIMENSION NEPTUNE（ユニ）
- SINoALICE -シノアリス-（シンデレラ）
- スーパーロボット大戦シリーズ（2017年 - 2018年、サリア） - 2作品
- NEW GAME! -THE CHALLENGE STAGE!-（葉月しずく）
- ねぷねぷ☆コネクト カオスチャンプル（DCD）
- ルナプリ from 天使帝國（ネリー）
- プリキュア つながるぱずるん（蒼乃美希 / キュアベリー）
- ファイトリーグ（クレア・ロー）
- ぐるぐる召喚マジカルギア（黒魔天女アリス、モモ）

2018年
- 陰陽師（お香）
- ＃コンパス 戦闘摂理解析システム（輝龍院きらら）
- マギアレコード 魔法少女まどか☆マギカ外伝（2018年 - 2024年、美樹さやか）
- クイズマジックアカデミー ロストファンタリウム（メディア）
- クイズマジックアカデミー MAXIVCORD（メディア / グリム・メディア）
- アズールレーン（2018年 - 2024年、比叡、焔）
- ガールズ&パンツァー ドリームタンクマッチ（ダージリン、ツチヤ）
- 戦国アスカZERO（焔）
- 戦国大河（帰蝶）
- Death end re;Quest（リプカ）
- 斉木楠雄のΨ難 妄想暴走 Ψキックバトル（相卜命）
- テイルズ オブ ザ レイズ（ロンドリーネ）
- ドラガリアロスト（ケルベロス）
- ドラゴンクエスト ライバルズ（サンディ）
- 魔卡领域 - 中国製スマホゲーム
- おくることば（千秋）
- ホップステップジャンパーズ（ノイル）
- 新三國志（貂蝉）
- HIDE AND FIRE（エルカ(吸血鬼ver)）
- 百花標人伝アスカ（真白）
- モン娘☆は〜れむ（エヴァンジェリン）
- マチガイブレイカー（ユーリン、シマエナガ）
- 機動戦隊アイアンサーガ（ドリス）
- イドラ ファンタシースターサーガ（フラミィ）

2019年
- メガミラクルフォース（ユニ / ブラックシスター）
- 天地の如く（孫尚香）
- ラングリッサーI&II（ジェシカ）
- 永遠の七日（アシリア）
- VALKYRIE ANATOMIA -THE ORIGIN-（黒曜）
- 天華百剣 -斬-（膝丸）
- 鬼灯の冷徹〜地獄のパズルも君次第〜（お香、蓬〈幼少期〉）
- ガールズ&パンツァー ドリームタンクマッチDX（ダージリン）
- クイズマジックアカデミー 軌跡の交叉 -Xross Voyage-（メディア / グリム・メディア）
- 荒野のコトブキ飛行隊 大空のテイクオフガールズ!（剃刀飛燕 ツバキ）
- ガーディアン・プロジェクト（キーロフ）
- 蒼藍の誓い ブルーオース（加賀、ヨークタウン、クリーブランド）
- ASTRAL CHAIN（ブレンダ・モレノ）
- 魔界戦記ディスガイアRPG（アルティナ）
- グラフィティスマッシュ（常夏のサルヴァ）
- OVERHIT（リリエッタ）
- 共闘ことばRPG コトダマン（2019年 - 2023年、カナ、美樹さやか、阿良々木火憐）
- デスティニーチャイルド（イピス）

2020年
- 魂器学院（深海の凶鮫 カルチャリアス、緋影摂心 アナスタシア）
- 超偉人大戦〜異世界で始める偉人大戦争〜（出雲阿国）
- De:Lithe 〜忘却の真王と盟約の天使〜（サクヤ・ユスベニー）
- マチガイブレイカー Re:Quest（ユーリン、クレイモア）
- クリスタル オブ リユニオン（甲斐姫）
- かんぱに☆ガールズ（イェン・シ）
- 神田川JET GIRLS（焔）
- ロストディケイド（イザベラ）
- 僕のヒーローアカデミア One's Justice 2（芦戸三奈）
- ドラガリアロスト（グレース）
- エグゾスヒーローズ（チャティ）
- インディヴィジブル 闇を祓う魂たち（メアリー）
- 原神（刻晴）
- セブンナイツ〜時空の旅人〜（アキラ）
- アークナイツ（2020年 - 2021年、ビーズワクス、カーネリアン）
- サイバーパンク2077（ジュディ・アルヴァレス）
- Go!Go!5次元GAME ネプテューヌ re★Verse（ユニ / ブラックシスター）
- Epic Seven-エピックセブン-（ミュイ）

2021年
- 装甲娘 ミゼレムクライシス（ジャンヌ・D〈ジェシカ〉）
- NieR Re［in］carnation（暗殺者）
- ポケモンマスターズEX（2021年 - 2022年、サイトウ）
- モンスターストライク（2021年 - 2024年、項羽、美樹さやか、マジカル☆メルルンず〈リバティ〉）
- DCスーパーヒーローガールズ ティーンパワー（バットガール / バーバラ・ゴードン）
- 白夜極光（ラス、ミジェンニ）
- シドニアの騎士 掌位ノ絆（仄姉妹）
- 僕のヒーローアカデミア ULTRA IMPACT（芦戸三奈）
- 三国志名将伝（周姫）
- 閃乱忍忍忍者大戦ネプテューヌ -少女達の響艶-（焔）

2022年
- 超次元ゲイム ネプテューヌ Sisters vs Sisters（ユニ / ブラックシスター）
- #コンパス ライブアリーナ（2022年 - 2023年、輝龍院きらら）
- 紅魔城レミリア 緋色の交響曲（レミリア・スカーレット）
- ジョジョの奇妙な冒険 オールスターバトルR（広瀬康穂）
- ノーモア★ヒーローズ3（シノブ・ジェイコブス）
- 誓約少女 〜祝砲の元に集いし戦姫たち〜（フッド、ヘレナ、夕立）
- アサルトリリィ Last Bullet（2022年 - 2023年、ダージリン、美樹さやか）
- ドールズフロントライン ニューラルクラウド（ウィロウ）
- 麻雀格闘倶楽部（美樹さやか）

2023年
- ルーンファクトリー3スペシャル（ショコラ）
- ダークテイルズ〜鏡と狂い姫〜（シンデレラ、ソフィー）
- 雀皇麻雀（坂部美咲）
- ポーカーチェイス（フィア）
- Undawn（アンドーン）（エリシア）
- 無期迷途（アイティ）
- ストリートファイター6（ハン・ジュリ）
- セガNET麻雀 MJ（2023年 - 2025年、美樹さやか、ダージリン、阿良々木火憐）
- 超次元ゲイム ネプテューヌ GameMaker R:Evolution（ユニ / ブラックシスター）
- 八月のシンデレラナイン（森ベロニカ奈緒子）
- リバース:1999（リーリャ）
- ミリオンモンスター（ヨルム）
- m HOLD'EM（美樹さやか）

2024年
- 闇の戦争：ミステリー・レジェンド（Nations of Darkness）
- 三国ドライブ（美樹さやか）
- ぷよぷよ!!クエスト（美樹さやか）
- エバーソウル（アドリアン）
- オルタナヴェルト-青の祓魔師 外伝-（神木出雲）
- オーバーロード MASS FOR THE DEAD（スカマ・エルベロ）
- Death end re;Quest Code Z（バシリッサ）
- ロリポップチェーンソー RePOP（ジュリエット・スターリング）
- ドールズフロントライン2：エクシリウム（クシーニヤ）
- モンソニ！（2024年 - 2025年、リバティ）
- ヘブンバーンズレッド（ユイ）
- Call of Duty：Mobile（ラス）

2025年
- 魔法少女まどか☆マギカ Magia Exedra（美樹さやか）
- ひみつのアイプリ（リング・クローバー）
- エレメンタルストーリー（美樹さやか）

時期未定
- 少女兵器大戦（レッカ）

### パチンコ・パチスロ
2000年代
- パチスロ一騎当千 Dragon Destiny（2008年、夏侯淵妙才）
- シークレットプリンセス（2009年、天野雫）
- CR BLOOD+（2009年、音無小夜）

2010年代前半
- パチスロBLOOD+（2010年、音無小夜）
- CR元禄義人伝浪漫（2011年、小春）
- CR南国育ちin沖縄（2011年、ジョディ・バーンサイド）
- CR南国育ち in HAWAII（2012年、ジョディ・バーンサイド）
- パチスロ クイーンズブレイド 流浪の戦士（2012年、アレイン）
- パチスロ クイーンズブレイドII 玉座を継ぐ者（2013年、アレイン）
- まじかるすいーと プリズム・ナナ（2013年、織部琴音）
- SLOT魔法少女まどか☆マギカ（2013年、美樹さやか）
- パチスロ 学園黙示録 HIGHSCHOOL OF THE DEAD（2013年、高城沙耶）
- パチスロ まじかる☆タルるートくん（2014年、伊知川累）
- マジックモンスター3 ぶっちぎり！魔界グランプリ（2014年、マージョリー）
- CRぱちんこRio -Rainbow Road-（2014年、りんこ）
- CRくのいち 彩（2015年、美鳩）
- まじかるすいーと プリズム・ナナA（2015年、織部琴音）
- 熱響！乙女フェスティバル ファン大感謝祭LIVE（2015年、ジョディ・バーンサイド）
- パチスロ ガールズ&パンツァー（2015年、ダージリン）

2010年代後半
- CR東京レイヴンズ（2016年、倉橋京子）
- SLOT魔法少女まどか☆マギカ2（2016年、美樹さやか）
- PACHISLOT BLOOD+ 二人の女王（2016年、音無小夜）
- パチンコCR閃乱カグラ（2016年、焔）
- パチスロ閃乱カグラ（2017年、焔）
- CRハチワンダイバー（2017年、中静そよ）
- パチスロ ラストエグザイル-銀翼のファム-（2017年、タチアナ・ヴィスラ）
- CR学園黙示録 HIGHSCHOOL OF THE DEAD（2017年、高城沙耶）
- CR南国育ち 羽根（2017年、ジョディ・バーンサイド）
- ぱちんこ魔法少女まどか☆マギカ（2017年、美樹さやか）
- SLOT魔法少女まどか☆マギカA（2017年、美樹さやか）
- パチスロ 世界でいちばん強くなりたい!（2017年、桐島真琴）
- CRヤッターマン〜われら天才ドロンボー〜（2017年、ドロンジョ）
- CRヤッターマン〜われら天才ドロンボー〜 99バージョン（2018年、ドロンジョ）
- パチンコCR偽物語299ver.（2018年、阿良々木火憐）
- パチスロ学園黙示録 ハイスクール・オブ・ザ・デッド（2018年、高城沙耶）
- 十字架IV（2018年、レイナ・モリス）
- SLOT劇場版魔法少女まどか☆マギカ[新編]叛逆の物語（2019年、美樹さやか）
- ぱちんこ劇場版魔法少女まどか☆マギカ（2019年、美樹さやか）

2020年代
- P南国育ち デカパトver.（2020年、ジョディ・バーンサイド）
- SLOT劇場版魔法少女まどか☆マギカ[前編]始まりの物語/[後編]永遠の物語（2021年、美樹さやか）
- SLOTメイドインアビス（2023年、ミーティ）
- スマスロ劇場版魔法少女まどか☆マギカ[前編]始まりの物語/[後編]永遠の物語f-フォルテ-（2023年、美樹さやか）
- P魔法少女まどか☆マギカ3（2024年、美樹さやか）
- Pメイドインアビス 虹の黄金域（2024年、ミーティ）
- スマスロ マギアレコード 魔法少女まどか☆マギカ外伝（2025年、美樹さやか）
- e マギアレコード 魔法少女まどか☆マギカ外伝（2025年、美樹さやか）

### ドラマCD
2006年
- CYNTHIA_THE_MISSION ドラマCD第1巻（シンシア・ロウ）

2007年
- あまつき【雨夜之月】（中原）
- TVアニメ「アイドルマスター XENOGLOSSIA」CDドラマ Vol.1 - 3（菊地真）
- Drama CD CLANNAD Vol.5 坂上智代
- こはるびより（2007年 - 2008年、ゆい） - 3作品
- 私立クレアール学園 秘密のガーディアン（高坂渉）
- ムシウタbug（西園寺恵那）
- 桃華月憚 華劇草紙（犬飼真琴） - 2作品
- 舞-HiME★DESTINY 龍の巫女 シリーズ（2007年 - 2008年、天王寺しおん）
- 瀬戸の花嫁 シリーズ（不知火明乃）

2008年
- 舞姫恋風伝 花片小話（江蓮珠）
- シュラキ〜朱羅姫〜 オリジナルドラマCD 第3話（マリーズ）※「シュラキ・トリニティBOX-03 シャル」付属ドラマCD
- こどものじかん Drama CD -どらまのじかん-（九重りん）
- 危機之介御免 音之弐盤『未来之危機』（杉田糸）
- となりの801ちゃん（腐女子、ウエイトレス）
- とらドラ! Drama CD Vol.1 - 3、SP.1、2（2008年 - 2011年、川嶋亜美）
- みなみけ ドラマCDシリーズ（2008年 - 2013年、内田ユカ） - 5作品
- CHAOS;HEAD ドラマCD -The parallel bootleg-（咲畑梨深）

2009年
- ドラマCD「ユリア100式」Vol.1（ユリア100式 / ユリア）
- ELEMENT GIRLS 元素周期 聴いて萌えちゃう化学の基本（ホウ素）
- はみだせ!メガミマガジンRadio!! Presents『萌えるショートドラマ』（主演）
- オトコのコはメイド服がお好き!?（ユキ）
- 俺様ティーチャー（黒崎真冬）
- クイーンズブレイド ドラマCD vol.1 流浪の戦士+webラジオ「ラジオ・クイーンズブレイド」CD出張版（アレイン）
- ドラマCD カーニヴァル（2009年 - 2015年、キイチ）
  - 飛べない翼/人魚の瓶
  - ヴィント
  - コミックス第15巻特装版特別付録ドラマCD「憂鬱姫と夢キノコ」

- カオスヘッド オーディオシリーズ・コンプリートボックス（咲畑梨深）
- 戦國ストレイズ（草薙虎徹、小代）
- TVアニメ『宇宙をかける少女』CDドラマ Vol.2「スラップ☆スティック☆コズミック」（リリー）
- ドラマCD 電撃学園RPG キズナの冒険（春日井キズナ）
- 投資銀行青春白書（下園ミヤビ）
- TVアニメ「大正野球娘。」ドラマCD（月映静）
- つきねこ シリーズ（2009年 - 2011年、ゆうき）
  - つきねこ
  - つきねこ2
  - つきねこ2.5
  - Audio Book イン・ザ・プール（ゆうき / 広美）
  - つきねこ3

- 東方聖夜祭 紅魔館のクリスマス（霧雨魔理沙） - 同人作品
- ドラマCD 這いよれ! ニャル子さん シリーズ（2009年 - 2011年、八坂真尋） - 4作品
- 佰物語（阿良々木火憐）
- H+P -ひめぱら-（ユフィナ・アストリア・トレクワーズ）
- Berry's ドラマCD Vol.1 - 5（2009年 - 2010年、森久保由那）
- Drama Album VELVET UNDERWORLD Fragment story #1“The Wheel of Fortune”（バーマン）
- マビノギ スタッカート（イリオ）
- ミカるんX DRAMA CD 01、02（朱田川嬰、敦丘曜子）

2010年
- 「BLUE ROSES 〜妖精と青い瞳の戦士たち〜」ドラマCD AFTER BLUE STORY（アリシア）
- Voice de トウコウスフィア〜Ar tonelico Supporter's Disc〜（フィンネル）
- ドラマCD「アルトネリコ3 世界終焉の引鉄は少女の詩が弾く」sideフィンネル-After story-（フィンネル）
- コープスパーティー シリーズ（2010年 - 2014年、持田由香）
  - 2010 コープスパーティー 真冬の怪談会
  - コープスパーティー Book of Shadows「プロジェクト・ドーリーズ」前編、後編
  - 嵐を呼ぶ！廃旅館一泊二日の旅

- アニコイ 〜ANIme mitaina KOI shitai!〜（伊庭猪子）
- Ys I、II ドラマCD〜失われし古代王国〜/〜天空の失楽園〜（リリア）
- 東京国際アニメフェア2010公式テーマソング「Happy place」内収録ラジオドラマ「魔法使いは☆ゆゆしき☆乙女」序章（るる）
- エミル・クロニクル・オンライン ドラマCD Vol.1、2（マーシャ）
- こいけん! 一人足りない一週間（はる）
- ダンス ウィズ ザ ヴァンパイアメイド CDすぺしゃる（ネリー）
- 藤沢めいとデートするCD〜幼なじみの明るい彼女〜（藤沢めい）
- 魔乳秘剣帖（魔乳千房）
- 世にも奇妙な通販ばなし（えりちゃん）
- らんらんコミックドラマCD（れんれん）
- Winter merrymaking! 上・下（2010年 - 2011年、如月フウカ） - 同人作品

2011年
- アイドライジング!（アイザワ・モモ）
- 足洗邸の住人たち。（2011年 - 2012年、望月・玉兎）※単行本第11・12巻初回限定版付属ドラマCD
- キャラクタードラマCDBOOK 俺の嫁〜あなただけの花嫁〜 DJCD編（お姉さん）
- 俺の妹が××すぎて眠れないCD（真希）
- いかさま博覧亭（2011年 - 2012年、柏） - 2作品
- かんなぎ家へようこそ! featuring 帯刀帯（高橋唯）
- 國崎出雲の事情（仲村柚葉）
- 魔界戦記ディスガイア4 ドラマCD「参上！怪盗3姉妹」（ブルカノ）
- SUPER LOVERS（2011年 - 2012年、近藤紀里）
- 純情エゴイスト（上條弘樹〈少年〉）※録り下ろしCD
- せんごくっ!? 〜悠久乱世恋華譚〜 どきどきっ!? 〜天下分け目の花嫁修業!!〜（小笠原長耶 / 蝶耶姫）
- 腐女子っス!（佐藤めぐみ）
- らぶバト! / 2nd Attack（2011年 - 2012年、天聖院麗華）
- 魔法少女リリカルなのは The MOVIE 2nd A's ドラマCD付特別鑑賞券 Side-T（リオ・ウェズリー）
- BD 魔法少女まどか☆マギカ 第1巻 特典CD 「メモリーズオブユー」（美樹さやか）
- BD 魔法少女まどか☆マギカ 第3巻 特典CD 「サニーデイ　ライフ」（美樹さやか）
- BD 魔法少女まどか☆マギカ 第5巻 特典CD 「フェアウェル・ストーリー」（美樹さやか）

2012年
- こえたま（新井世里奈）
- 取り合いドラマCD「修羅場！」第3巻〜おまえら、俺をめぐって争うんじゃない！〜（妄想少女、008、樫田好花、悪魔）
- 屍姫（レネブ・ガーゴイル）
- ドラマCD つきツキ! 〜呪いの刀は寂しがり屋〜（薫）
- 初体験にオススメな彼女（姫宮姫乃）
- 劇場版 魔法少女まどか☆マギカ ドラマCD ｢夏の魔法少女強化合宿!!｣（美樹さやか）

2013年
- パパのいうことを聞きなさい!（2013年 - 2015年、小鳥遊美羽） ※原作第12・16・17巻限定版付属ドラマCD
- 超次元ゲイム ネプテューヌ ドラマCD 湯けむり温泉殺人事件inプラネテューヌの巻（ユニ）
- 科学アドベンチャーシリーズ スペシャルドラマCD 怱卒連鎖のトリプティック（咲畑梨深）
- レーカン!（江角京子）

2014年
- シドニアの騎士（仄姉妹）※原作第13巻特装版付属ドラマCD
- 東京レイヴンズ（倉橋京子）

2015年
- グラン・ステージ 第4幕、特別公演、大運動会、ロマンスレビュー 第4幕（2015年 - 2016年、美波琥珀、美波クレア）

2016年
- ガールズ&パンツァー ドラマCD 5 新しい友達ができました！（ダージリン）
- TVアニメ「NEW GAME!」ドラマCD 1 - 3（葉月しずく）
- 輝星のリベリオン スペシャルファンディスク（ルーナ）

2017年
- 「魔法少女リリカルなのは Reflection」ドラマCD付き特別鑑賞券【なのは＆はやて編+ボーナストラック ViVid Strike! フーカ編】（リオ・ウェズリー）
- TVアニメ「NEW GAME!!」ドラマCD 1 - 3（2017年 - 2018年、葉月しずく）
- 宇宙戦隊キュウレンジャー サウンドスター2 ソングコレクション スーパースペースヒットチャンネル!（マーダッコ）

2018年
- Flower garden（室井冬花）

2019年
- あやかしこ（玖雨狐）※コミックス第6巻特装版付属ドラマCD

2020年
- ファンタシースターオンライン2 エピソード・オラクル ドラマCD 〜消せない過去、そして〜（クーナ）

2021年
- 蜘蛛ですが、なにか?（フェイ）  ※原作第14巻特装版付属ドラマCD

### 特撮
- 宇宙戦隊キュウレンジャー（2017年、マーダッコの声[372]、メカマーダッコの声）

### 吹き替え

#### 担当女優
ユナ
- 三国志〜趙雲伝〜（2017年、夏侯軽衣）
- コンフィデンシャル/共助（2018年、ミニョン）
- 王は愛する（2018年、ウン・サン / ソファ）

#### 映画
- ティーンエイジ・カクテル（2016年、アニー〈ニコール・ブルーム〉）
- マックス&エリー 15歳、ニューヨークへ行く!（2016年、マックス〈イザベル・ファーマン〉）
- Effie Gray（2017年、ユーフェミア・グレイ〈ダコタ・ファニング〉）
- 新感染 ファイナル・エクスプレス（2017年、ジニ〈アン・ソヒ〉[374]）
- スマート・チェイス（2018年、J・ジェイ・アン〈ハンナ・クィンリヴァン（中国語版）〉）
- バーフバリ 王の凱旋（2018年、デーヴァセーナ〈アヌシュカ・シェッティ〉[375]）
- エターナル（2018年、ジナ〈アン・ソヒ〉）
- ファンタスティック・ビーストと黒い魔法使いの誕生[376]（2018年、ヴィンダ・ロジエール〈ポピー・コービー＝チューチ〉）
- 王朝の陰謀 闇の四天王と黄金のドラゴン（2019年、水月〈マー・スーチュン〉）
- ファンタスティック・ビーストとダンブルドアの秘密（2022年、ヴィンダ・ロジエール〈ポピー・コービー＝チューチ〉[377]）
- 戦慄のリンク（2023年、タン・ジン〈ニー・ムーシー〉

#### ドラマ
- THE FLASH/フラッシュ（2016年、リサ・スナート / ゴールデン・グライダー〈ペイトン・リスト〉）
- Titans/タイタンズ シーズン3（2021年、モリー・ジェンセン〈イヴ・ハーロウ〉）
- プリティ・リトル・ライアーズ ORIGINAL SIN（2022年、カレン / ケリー・ビーズリー〈マロリー・ベクテル〉[378]）
- モナーク: レガシー・オブ・モンスターズ（2023年、ケイト〈澤井杏奈〉）

#### アニメ
- スターシップ・トゥルーパーズ レッドプラネット（2018年、カルメン・イバネス[379]）
- DCスーパーヒーロー・ガールズ（2020年、バーバラ / バットガール[380]）
- レゴ モンキーキッド（2021年、プリンセス・オウギ[381]）
- Yasuke -ヤスケ-（2021年、イシカワ[382]）
- ティーン・タイタンズGO!（2024年、バットガール[383]）
- FLY!/フライ!（2024年、エリー[384]）

### デジタルコミック
- 清く正しく美しく（2008年、市原智美）
- VOMIC ぬらりひょんの孫（2009年、奴良リクオ）
- Beeマンガ 熱いぞ!猫ヶ谷!!（2010年、押切きすみ）
- Beeマンガ 行け!稲中卓球部（2010年、岩下京子）
- Beeマンガ モテキ（2011年、土井亜紀）
- Beeマンガ 近キョリ恋愛（2012年、枢木ゆに）
- Beeマンガ GTO（2012年、神崎麗美）

### ラジオドラマ・音声ドラマ
- FMシアター ありがとう（1998年、小笠原麦） - テーマソングも担当
- FMシアター ふたりのロッテ（1999年、ルイーゼ）
- FMシアター 赤い月（2002年、森田美咲）
- 悠幻の学び舎〜いもうと学園〜（2008年、桃源麻貴）
- マビノギ ボイスドラマ（2009年、イリオ）
- ELEMENT GIRLS 元素周期 萌えて覚える化学の基本（2009年、ホウ素、フッ素、プラセオジム）
- はなひらにめっ!（2011年、羽村佳織[385]）
- 七つの大罪 罪の告白 電脳グリモワール（2016年 - 2017年、ルシファー）
- イエスタデイをうたって 第4話 柚原という女（2020年、柚原チカ）

### ラジオ
※はインターネット配信。
2000年代
- 週刊ラジマガ編集部（2006年 - 2008年、ラジオ大阪・スクウェア・エニックス内公式サイト※、音泉※）
- ラジオどっとあい 喜多村英梨の第参新東京文芸部（2007年、BBQR※）
- 喜多村英梨の超ラジ!（2007年、UNIQue the RADIO / 2007年 - 2010年、超!A&G+※）
- 喜多村英梨の超ラジ!+（2007年 - 2008年、『A&G 超RADIO SHOW〜アニスパ!〜』内）
- 武装神姫 RADIO RONDO（2007年、i-revo※・音泉※）
- こじからじお（2007年 - 2009年、BEAT☆Net Radio!※・ランティスウェブラジオ※・『こどものじかん』公式サイト※）
- 英梨と聡美のＯＯマニアへの道（2007年 - 2008年、Showgate RADIO※）
- Radio Seagull ルクス・ペイン放送局（2008年、『ルクス・ペイン』公式サイト※）
- 英梨と聡美のHENTAIですか？〜全国のタカヤさんをごひいきします★〜（2008年、キャララジオ※）
- CHAOS;HEADラジオ 妄想電波局（2008年、音泉※）
- 電撃文庫Webラジオ 喜多村市立竹本学園（2008年 - 2009年、ニコニコアニメチャンネル※）
- はみだせ!メガミマガジンRadio!!（2008年 - 2012年、ラジオ関西・超!A&G+※）
- とらドラジオ!（2008年 - 2009年、アニメイトTV※）
  - とらドラジオモバイル!（2008年 - 2009年、アニメイトON AIR!※）

- キタエリのケメコマニアックス!（2008年 - 2009年、超!A&G+※・『ケメコデラックス!』公式サイト※）
- 小清水亜美と喜多村英梨のコンチェルトゲートパーティ（2009年、文化放送・超!A&G+※・『コンチェルトゲート フォルテ』公式サイト※）
- 早寝早起き!かなめもらじお（2009年、StarChild※・『かなめも』公式サイト※）
- オトコのコはメイド服がお好き!? WEBドラマ出張版♪（2009年、ほびーちゃんねる※）
- ミナトタワー放送局（2008年、アニメイトTV※）
- アンティフォナの聖歌姫ラジオ 〜シモキタの楽譜〜（2009年、HiBiKi Radio Station※）
- 良子と英梨のラジオ腐りかけ!（2009年、『智一&璐美のラジオ腐りかけ!』第53回・65回・73回・ラジ友※）
- メイベル＆三条の のーふぇいと！ラジオ（2009年 - 2010年、音泉※）

2010年代
- Angel Beats! SSS（死んだ 世界 戦線）RADIO（2010年 - 2011年、HiBiKi Radio Station※・音泉※）隔週交代で担当
- 喜多村英梨のワンダリーRADIO SHOW（2010年、HiBiKi Radio Station※）
- 今井麻美・喜多村英梨のRADIO コープスパーティー!（2010年、HiBiKi Radio Station※）
- BLUE ROSES×日本一RADIO（2010年、HiBiKi Radio Station※）
- 喜多村英梨のROYAL×RADIO（2010年 - 2014年、HiBiKi Radio Station※）
- 新谷良子と喜多村英梨の腐りかけradio〜girls bravo!〜（2010年 - 2011年、携帯サイトkoe☆moe※）
- ARTERY VEINの小部屋（『山本彩乃とMAKOのラジオ コープスパーティー』内）（2011年、HiBiKi Radio Station※）
- デジたる☆マジかる☆マネーじめんと!（2011年 - 2013年、超!A&G+※）
- 白恋♥ラジオナースステーション（2011年、HiBiKi Radio Station※）
- 閃乱カグラ 原田ひとみ・喜多村英梨のにゅうにゅうラジオ（2011年、音泉※）
- モンハンラジオ カプコン放送局（2012年、『モンスターハンター』公式サイト※・ポッドキャスト※・音泉※）
- Radio キタエリあっ!（2012年 - 2014年、ラジオ関西・東海ラジオ・文化放送）
- 喜多村英梨の英立魔法学園（2014年、超!A&G+※）
- 後藤沙緒里と喜多村英梨のSEラジオ（2015年 - 2016年、HiBiKi Radio Station※）
- 喜多村英梨と花澤香菜の＼おじマシュ〜Radio☆／（2016年、ラジオ関西）
- 喜多村英梨のradioキタエリ×モード（2017年 - 2019年、HiBiKi Radio Station※）
- RADIO NEW GAME! 〜イーグルジャンプの進捗報告会！〜（2017年、HiBiKi Radio Station※）月替わりパーソナリティ
- 喜多村英梨と桃河りかのPREMIERE PARTY♪Radio♪（2017年、ニコニコ生放送）
- 『閃乱カグラ』原田ひとみ・喜多村英梨の超にゅうにゅうラジオ（2017年 - 2018年、音泉）
- TVアニメ「とらドラ!」10周年記念「とらドラジオ! SPECIAL」（2018年、アニメイトタイムズ※）
- KITAERIsm（2019年 -、アニメイトタイムズ※）

#### ラジオCD
2000年代
- アイドルマスター XENOGLOSSIA “春香とやよいの弥生式らじお”特別編〜友情だもん〜（2007年7月11日）
- こじからじお on CD 〜秋の遠足編〜（2007年11月21日）
- 武装神姫 RADIO RONDO ラジオCD（2008年3月21日） - CD+DVD
- 武装神姫 BATTLE RONDO オリジナルサウンドトラック DISC-2（2009年11月20日）
- ラジオ Dream C Club Vol.シリーズ
- ルクス・ペイン 特典サウンドトラック「LUX-SOUND」（2008年3月27日、秘蔵0話を収録）
- みなみけのみなきけ Vol.2（2008年5月21日）
- CHAOS;HEADラジオCD 妄想電波局（2008年8月29日）
- とらドラ! DJCD Vol.1 - 3、SP.1（2009年）
- DJCD 恋スルスペシャルラジオ！×マウスなのに虎の穴ラジオ（2009年12月1日）
- ラジオCD アンティフォナの聖歌姫ラジオ 〜シモキタの楽譜〜（2009年12月29日）

2010年代
- もっとNUGA-CEL! 予約特典ラジオCD ミナトタワー放送局 復刻版（2010年5月20日）
- 武装神姫 CHARACTER SONG and SPECIAL RADIO RONDO Vol.1 - 3（2010年 - 2012年）
- DJCD はみだせ!メガミマガジンRadio!! Vol.1 - 3（2010年 - 2012年）
- 喜多村英梨のWonderful Girlie Radio Show ラジオCD Vol.1、2（2010年）
- WEBラジオCHAOS;HEAD LoveLove中毒注意報 CD（2010年8月13日）
- Angel Beats! Blu-ray / DVD 第3、5巻完全生産限定版特典ラジオCD「死んだ世界戦線 ラジオ出張篇」第1、2巻（2010年8月 - 10月）
- ラジオCD「Angel Beats! SSS（死んだ 世界 戦線）RADIO」VOL.1 - 7（2010年 - 2011年）
- 日本一RADIO vol.1 BLUE ROSES×日本一RADIO（2011年）
- 日本一RADIO vol.5 魔界戦記ディスガイア4×日本一RADIO（201？年）
- コープスパーティー Book of Shadows ドラマCD プロジェクト・ドーリーズ 前編（2011年9月28日、「RADIOコープスパーティー番外編」に収録）
- ラジオCD「戦国乙女〜ラジオパラドックス〜」（2011年10月28日）
- ラジオCD「白恋♥ラジオナースステーション」（2012年1月27日）
- ラジオCD「原田ひとみ・喜多村英梨のにゅうにゅうラジオ」（2012年2月）
- パパ聞き!RADIO vol.1、2（2012年）
- HiBiKi Radio Station×EARLY WING presents HiE@r Time 特別総集編、特別総集編 vol.2、vol.3（2012年 - 2014年、CD+DVD）
- 喜多村英梨と後藤沙緒里のデジたる☆マジかる☆マネーじめんと! Live ver.（2012年9月19日）
- 「デュラララ!!×2 承」全巻購入特典CD「デュララジ!!×2」（2015年）
- デュララジ!!×2 掲示板 デュララライブラリー 3枚目（2016年）
- ラジオCD「後藤沙緒里と喜多村英梨のSEラジオ」Vol.1（2016年6月29日）
- ラジオCD「TVアニメ「Rewrite」ラジオ 月刊テラ・風祭学院支局」vol.1（2017年1月25日）
- 放課後らぢお vol.1（2019年）

### テレビドラマ
岡村英梨名義
- さわやか3組（1997年度版） 第5・6話
- ウルトラマンダイナ 第46話（1998年、ユミムラ・リョウ〈少女時代〉）
- ズッコケ三人組（1999年、安藤圭子） - 2シリーズ
- ブースカ! ブースカ!! 第19話（2000年、ミーコ）
- だます女だまされる女2「一枚のチラシがもたらす地獄」（2001年、織田きよみ）

喜多村英梨名義
- 愛と不思議と恐怖の物語 7人の監督がおくる7つのショートストーリー「臨死体験」（2002年、娘・ユカ）

### テレビ番組
※はインターネット配信。
- モンすたージオ（キッズステーション） - エリィとして
- 英梨と聡美のＯＯマニアへの道（2007年 - 2008年、AT-X）
- 喜多村英梨の「お兄ちゃんのことなんかぜんぜん好きじゃないんだからねっ!!」を宣伝する番組っ!!（2011年、StarChild内アニメ公式サイト内※）
- 喜多村英梨の「私、信じてますから。」（2018年 - 、あにてれ※） - 声の出演のみ、第15回は初顔出し出演
- キタエリONLINE（2020年8月 - 、ツイキャス）

### コンテンツ
2009年
- あきそら 先行PV（葵アキ）

2011年
- 美声時計.R
- VOCALOID3 CUL音声ライブラリ

2014年
- クラウディア・窓辺（Microsoft Windows Azureイメージキャラクター）

2016年
- アプリ『声でめざまし！カグラアラーム』（焔）
- HACObook 喜多村英梨×白雪姫（ムービック、9月）

2019年
- まいにちコンパイルハート（2019年、ユニ / ブラックシスター）
- 声優オリジナルパソコン【Type:YOU】No.45「TYPE 59 喜多村英梨さん Ver.」（システム音声）

2022年
- オーディオブック『鬼物語』（朗読）

### CM
- 味の素ギフト 1998年お歳暮編
- NTTドコモ キッズベル
- キングレコード スターチャイルド（ラジオCM ナレーション：2011年2月度 - ）
- Teachme Biz（2020年、ドロンジョ）
- 四国電力 でんきといっしょ割（2020年、ドロンジョ）
- WebCM「Tポイント20周年記念ムービー」（2023年、Tカードの声[391]）
- KFケミカル塗料（KF20）（2023年、ドロンジョ[392]）
- 生産性改善支援ツール「motto」タクシーCM （2024年、ドロンジョ[393]）
- Panasonic ハヤワザリニューアル（2024年、ドロンジョ[394]） - 3シリーズ[一覧 78]

### ナレーション
- あにてれPresents アニソンぷらす+（2011年3月7日・9月、テレビ東京）[395]
- 一狩りいこうぜ!→一狩りいこうぜ!4→一狩りいこうぜ!4G（2011年 - 2015年、テレビ東京）[395]
- ありえへん∞世界（2017年9月19日、テレビ東京、声の出演） - 再現ドラマの“ボイスオーバー”として出演
- はるか彼方より、時空を超えて〜ノーベル物理学賞の大発見 重力波〜（2018年、声の出演・少年）

### その他
- コラム「喜多村英梨の英梨ゲー。」（電撃DS&Wii）
- コンビニ情報声優ナビプラス!!（アプリ）
- 九州工業大学情報工学部工大祭実行委員会（工大祭）
- フレッシュプリキュア! ミュージカルショー〜うたって おどって しあわせゲットだよ!!〜（蒼乃美希 / キュアベリー）
- メイドイン俺（追加配信ゲーム「なんとアノ人がソフト」の一つを製作）
- 出会いでつまずく人のための心理術（星野志穂）
- リスアニ!TV（TOKYO MX・MUSIC ON! TV、2012年7月の特集アーティスト）
- アフレコ歌劇「拝啓、あなたはボーカロイドを知っていますか?」（2016年10月、CUL（声の出演））
- 日本新聞協会「ぺちゃくちゃ新聞広告」（2019年、ドロンジョ[396]）
- 安田屋人事部 採用動画、有名声優に頼んでみた！（2020年、トゥインクル）
- とらドラ!15周年スペシャルPV（2022年、川嶋亜美[397]）
- 高嶺のハナさん（9巻帯コメント[398]）

### 映像商品
2004年
- いっしょにうたおう 最新ベスト Hello!（9月29日）

2005年
- いっしょにうたおう 最新ベスト 青空のらくがき（7月6日）

2009年
- つきねこ ファンディスクvol.1（12月）

2013年
- 閃乱カグラ Blu-ray / DVD第壱 - 六巻映像特典「お忍び女子会」

2014年
- ミューコミ+ 声優プラスDVD（1月15日）

2018年
- お酒は夫婦になってから Blu-ray vol.1 - 3 映像特典

2019年
- 『ガールズ&パンツァー ドリームタンクマッチDX』初回限定生産版「乙女のたしなみBOX」に付属する特典「聖グロリアーナのこれが本当のお茶会です。」映像

## ディスコグラフィ

### シングル
|                                             | 発売日           | タイトル              | 規格品番         | 規格品番         | 規格品番         | オリコン 最高位  |
| アニメ盤                                    | 発売日           | タイトル              | 通常盤           | 初回限定盤       |                  | オリコン 最高位  |
| ポニーキャニオン                            | ポニーキャニオン | ポニーキャニオン      | ポニーキャニオン | ポニーキャニオン | ポニーキャニオン | ポニーキャニオン |
| ------------------------------------------- | ---------------- | --------------------- | ---------------- | ---------------- | ---------------- | ---------------- |
| 1st                                         | 2004年4月21日    | Before the Moment     |                  | PCCG-00639       |                  | 121位            |
| 2nd                                         | 2004年8月18日    | つよがり              | PCCG-00651       | 113位            |                  |                  |
| ランティス                                  |                  |                       |                  |                  |                  |                  |
| 1st                                         | 2008年7月23日    | REALIZE               |                  | LACM-4513        |                  | 92位             |
| 2nd                                         | 2009年1月21日    | Guilty Future         | LACM-4562        | 81位             |                  |                  |
| スターチャイルド                            |                  |                       |                  |                  |                  |                  |
| 1st                                         | 2011年8月10日    | Be Starters!          |                  | KICM-1351        | KICM-91351/2     | 14位             |
| 2nd                                         | 2011年11月9日    | 紋                    | KICM-1367        | KICM-91367/8     | 16位             |                  |
| 3rd                                         | 2012年2月8日     | Happy Girl            | KICM-1380        | KICM-91380/1     | 5位              |                  |
| 4th                                         | 2012年11月7日    | Destiny               | KICM-1415        | KICM-91415/6     | 13位             |                  |
| 5th                                         | 2013年1月9日     | Miracle Gliders       | KICM-1430        | KICM-91430/1     | 13位             |                  |
| 6th                                         | 2013年8月7日     | Birth                 | KICM-1460        | KICM-91460/1     | 20位             |                  |
| 7th                                         | 2014年5月14日    | 掌 -show-             | KICM-1517        | KICM-91517/8     | 20位             |                  |
| 8th                                         | 2014年10月29日   | 凛麗                  | KICM-1553        | KICM-1554        | KICM-91552/3     | 10位             |
| トムス・ミュージック / ロッカンミュージック |                  |                       |                  |                  |                  |                  |
| 1st                                         | 2017年7月26日    | DiVE to GiG - K - AiM |                  | TMS-351          | TMS-350          | 26位             |
| 2nd                                         | 2017年9月27日    | arcadia † paroniria   | TMS-354          | TMS-353          | 23位             |                  |
| 3rd                                         | 2018年1月24日    | 妄想帝国蓄音機        | TECI-600         | TECI-599         | 38位             |                  |
| dystopia record（自主レーベル）             |                  |                       |                  |                  |                  |                  |
| 1st                                         | 2020年3月20日    | ヱゴヰズム            |                  | DRCD-002         |                  |                  |

#### 限定シングル
| 発売日        | タイトル        | 規格品番  | 備考 |
| ------------- | --------------- | --------- | --- |
| 2013年6月22日 | Chu→ning♪       | NMAX-1154 | 喜多村英梨feat.キタエリちゃん名義。 ライブツアー『喜多村英梨 STARTING STORY LIVE TOUR 2013』会場限定販売。 ラジオ番組『Radio キタエリあっ!』の番組キャラクター「キタエリちゃん」のキャラクターソング。 |
| 2017年8月19日 | K'T'E'R×M'O'D'E | TMS-352   | ワンマンライブ『KiTAxERI♦CARNiVAL♦2017 -re:birth-』会場限定販売。 その後（8月31日18時0分〜の時点で開始）、トムスショップのサイトで通信販売。                                                           |

### デジタルシングル
|    | 配信開始日     | タイトル                   | 備考                                  |
| -- | -------------- | -------------------------- | ------------------------------------- |
| 1  | 2019年3月8日   | 瑠璃色                     | 3rdアルバム『ILLUSION DREAM』に収録。 |
| 2  | 2019年4月1日   | paradigm ∞ shift           | 3rdアルバム『ILLUSION DREAM』に収録。 |
| 3  | 2019年5月7日   | witch spat out a curse     | 3rdアルバム『ILLUSION DREAM』に収録。 |
| 4  | 2019年6月6日   | Desperate Death Dimension  | 3rdアルバム『ILLUSION DREAM』に収録。 |
| 5  | 2019年7月13日  | DELIGHT                    | 3rdアルバム『ILLUSION DREAM』に収録。 |
| 6  | 2019年8月5日   | GO↗︎MY→AWAKE⤴︎               | 3rdアルバム『ILLUSION DREAM』に収録。 |
| 7  | 2023年7月7日   | ! SCRE4M NOiSE M4KER       |                                       |
| 8  | 2023年8月2日   | EVilAliVE                  |                                       |
| 9  | 2023年10月10日 | 虹色（-ViViD DESiGN mix-） |                                       |
| 10 | 2024年7月7日   | Roar of Shangri-La         |                                       |
| 11 | 2024年8月8日   | KIllER†KIllER              |                                       |

### アルバム
|                                             | 発売日                              | タイトル           | 規格品番         | 規格品番         | オリコン 最高位  |  |
| 通常盤                                      | 発売日                              | タイトル           | 初回限定盤       |                  | オリコン 最高位  |  |
| スターチャイルド                            | スターチャイルド                    | スターチャイルド   | スターチャイルド | スターチャイルド | スターチャイルド |  |
| ------------------------------------------- | ----------------------------------- | ------------------ | ---------------- | ---------------- | ---------------- |  |
| 1st                                         | 2012年7月25日                       | RE;STORY           | KICS-1791        | KICS-91791       | 5位              |  |
| 2nd                                         | 2014年4月9日                        | 証×明 -SHOMEI-     | KICS-3030        | KICS-93030       | 7位              |  |
| トムス・ミュージック / ロッカンミュージック |                                     |                    |                  |                  |                  |  |
| ミニ                                        | 2017年3月22日                       | Revolution【re:i】 | TMS-347          | TMS-346          | 20位             |  |
| dystopia record（自主レーベル）             |                                     |                    |                  |                  |                  |  |
| 3rd                                         | 2019年8月17日 （dystopia record版） | ILLUSION DREAM     | DRCD-001         | ANMA-2           |                  |  |
| 3rd                                         | 2019年10月25日 （アニメイト限定版） | ILLUSION DREAM     | DRCD-001         | ANMA-2           |                  |  |
| 4th                                         | 2022年7月16日                       | IЯiDÉSCEИT%V!SIØN  | DRCD-003         |                  |                  |  |

### 映像作品

#### PV集
|         | 発売日        | タイトル               | 規格品番 | 規格品番 | オリコン 最高位（BD） | オリコン 最高位（DVD） |
| Blu-ray | 発売日        | タイトル               | DVD      |          | オリコン 最高位（BD） | オリコン 最高位（DVD） |
| ------- | ------------- | ---------------------- | -------- | -------- | --------------------- | ---------------------- |
| 1st     | 2013年5月22日 | 喜多村英梨 Music Clips | KIXM-72  | KIBM-341 | 17位                  | 69位                   |

#### ライブ映像
|         | 発売日         | タイトル                                 | 規格品番   | 規格品番   | オリコン 最高位（BD） | オリコン 最高位（DVD） |
| Blu-ray | 発売日         | タイトル                                 | DVD        |            | オリコン 最高位（BD） | オリコン 最高位（DVD） |
| ------- | -------------- | ---------------------------------------- | ---------- | ---------- | --------------------- | ---------------------- |
| 1st     | 2013年6月26日  | 喜多村英梨 FIRST TOUR 2012 RE;STORY      | KIXM-94    | KIBM-363/4 | 26位                  | 74位                   |
| 2nd     | 2014年4月23日  | 喜多村英梨 STARTING STORY LIVE TOUR 2013 | KIXM-160   | KIBM-430/1 | 39位                  | 109位                  |
| 3rd     | 2015年6月17日  | 喜多村英梨 Live 2014 〜GiVE×EViDENCE〜   | KIXM-90196 | KIBM-504   | 18位                  | 86位                   |
| 4th     | 2018年12月17日 | KiTAxERI♦CARNiVAL♦2017 -re:birth-        | TEI-92     |            | 位                    |                        |

#### その他ライブ映像
| 発売日         | タイトル | 規格品番               | オリコン 最高位 |
| -------------- | --- | ---------------------- | --------------- |
| 2011年4月27日  | Live5pb.2010@JCB Hall |                        | 位              |
| 2011年8月24日  | WORKING!! PERFECT☆Blu-ray BOX（イベント映像「ワグナリア〜夏の大感謝祭〜」収録）                                                         |                        | 位              |
| 2011年11月     | WORKING'!! DVD / BD第1・2巻特典映像「ワグナリア〜夏の大大感謝祭〜2011 前・後編」                                                        |                        | 位              |
| 2012年7月      | ワグナリア〜春の大大大感謝祭〜 |                        | 位              |
| 2013年3月17日  | Animelo Summer Live 2012 -INFINITY∞- 8.26                                                                                               |                        | 位              |
| 2014年3月26日  | Animelo Summer Live 2013 -FLAG NINE- 8.25                                                                                               |                        | 位              |
| 2014年3月28日  | 這いよれ!ニャル子さん Blu-ray Disc BOX（「邪神降臨祭」イベント映像完全収録）                                                            |                        | 位              |
| 2015年         | Animelo Summer Live 2014 -ONENESS- 8.30                                                                                                 |                        | 位              |
| 2015年5月22日  | 這いよれ!ニャル子さんW Blu-ray BOX（「邪神再誕祭」イベント映像完全収録）                                                                |                        | 位              |
| 2015年7月22日  | クロスアンジュ 天使と竜の輪舞 Blu-ray / DVD第8巻期間限定封入特典（BD/DVD）プレミアムイベント「クロスアンジュ 天使と竜の祭（フェスタ）」 |                        | 位              |
| 2015年9月9日   | WORKING!!! DVD / BD第2巻特典映像「ワグナリア〜夏の小感謝祭〜 全編」                                                                     |                        | 位              |
| 2015年12月9日  | KING SUPER LIVE 2015 | KIXM−217〜8（Blu-ray） | 1位             |
| 2015年12月9日  | KING SUPER LIVE 2015 | KIBM−532〜4（DVD）     | 12位            |
| 2016年11月23日 | WWW.WORKING!! 第1巻Blu-ray/DVD限定メニューだよっ！「ワグナリア〜初夏の大大大大感謝祭〜」同梱版                                          |                        | 位              |
| 2018年7月      | 「LIVE SYMPATHY 2018」メモリアルBlu-ray                                                                                                 |                        | 位              |

### タイアップ曲
| 楽曲                  | タイアップ                                                                   | 時期   |
| --------------------- | ---------------------------------------------------------------------------- | ------ |
| Before the Moment     | テレビアニメ『マーメイドメロディー ぴちぴちピッチ ピュア』オープニングテーマ | 2004年 |
| モンスターが最高！    | テレビ番組『モンすたージオ』オープニングテーマ                               | 2004年 |
| エンジェル            | テレビ番組『モンすたージオ』エンディングテーマ                               | 2004年 |
| つよがり              | テレビアニメ『金色のガッシュベル!!』第3期エンディングテーマ                  | 2004年 |
| アオキキヲク          | PS2用ゲームソフト『九龍妖魔學園紀』エンディングテーマ                        | 2004年 |
| Guilty Future         | OVA『こどものじかん 2学期』オープニングテーマ                                | 2009年 |
| Be Starters!          | テレビアニメ『まよチキ!』オープニングテーマ                                  | 2011年 |
| 雪華                  | テレビアニメ『C3 -シーキューブ-』前期エンディングテーマ                      | 2011年 |
| 紋                    | テレビアニメ『C3 -シーキューブ-』後期オープニングテーマ                      | 2011年 |
| Happy Girl            | テレビアニメ『パパのいうことを聞きなさい!』オープニングテーマ                | 2012年 |
| Chu→ning♪             | ラジオ『Radio キタエリあっ!』主題歌                                          | 2012年 |
| Destiny               | PSP用ゲームソフト『円卓の生徒 The Eternal Legend』主題歌                     | 2012年 |
| Miracle Gliders       | PSP用ゲームソフト『水平線まで何マイル? -ORIGINAL FLIGHT-』オープニングテーマ | 2012年 |
| Over〜夜空の約束〜    | PSP用ゲームソフト『水平線まで何マイル? -ORIGINAL FLIGHT-』エンディングテーマ | 2012年 |
| Sha-le-la             | アニメ映画『アルヴ・レズル -機械仕掛けの妖精たち-』主題歌                    | 2013年 |
| Birth                 | テレビアニメ『神さまのいない日曜日』オープニングテーマ                       | 2013年 |
| 掌 -show-             | テレビアニメ『シドニアの騎士』エンディングテーマ                             | 2014年 |
| 凛麗                  | テレビアニメ『クロスアンジュ 天使と竜の輪舞』前期エンディングテーマ          | 2014年 |
| Revolution【re:i】    | スマホゲーム『神姫PROJECT』主題歌                                            | 2017年 |
| Revolution【re:i】    | テレビ番組『アニメマシテ』3月度オープニングテーマ                            | 2017年 |
| DiVE to GiG - K - AiM | Webラジオ『喜多村英梨のradioキタエリ×モード』オープニングテーマ              | 2017年 |
| DiVE to GiG - K - AiM | テレビ番組『アニメマシテ』7月度オープニングテーマ                            | 2017年 |
| K'T'E'R×M'O'D'E       | Webラジオ『喜多村英梨のradioキタエリ×モード』エンディングテーマ              | 2017年 |
| arcadia † paroniria   | テレビ番組『アニメマシテ』9月度オープニングテーマ                            | 2017年 |
| TiCK TACK             | Webラジオ『喜多村英梨のradioキタエリ×モード』オープニングテーマ              | 2017年 |
| EDEN                  | スマホゲーム『King's Descent 王の血統』主題歌                                | 2017年 |
| 妄想帝国蓄音機        | テレビアニメ『gdメン gdgd men's party』オープニングテーマ                    | 2018年 |
| 瑠璃色                | Webラジオ『喜多村英梨のradioキタエリ×モード』テーマ曲                        | 2019年 |
| ETERNiTY              | Web番組『キタエリONLINE』テーマ曲                                            | 2022年 |

### 歌手参加楽曲
| 発売日        | 商品名                          | 歌 | 楽曲                        | 備考                                                               |
| ------------- | ------------------------------- | --- | --------------------------- | ------------------------------------------------------------------ |
| 2005年2月25日 | 九龍妖魔學園紀 サウンドトラック | 喜多村英梨 | 「アオキキヲク」            | ゲーム『九龍妖魔學園紀』エンディングテーマ                         |
| 2012年7月18日 | INFINITY 〜1000年の夢〜         | AKINO、喜多村英梨、KISHOW、川田まみ、May'n、栗林みな実、茅原実里、田村ゆかり | 「INFINITY 〜1000年の夢〜」 | ライブ『Animelo Summer Live 2012 -INFINITY∞-』テーマソング         |
| 2013年5月16日 | The Galaxy Express 999          | ALI PROJECT、ChouCho、Gero、GRANRODEO、i☆Ris、May'n、nano.RIPE、OLDCODEX、Ray、ZAQ、Zwei、アフィリア・サーガ、いとうかなこ、上坂すみれ、小倉唯、喜多村英梨、串田アキラ、栗林みな実、黒崎真音、小松未可子、サイキックラバー、鈴木このみ、鈴村健一、竹達彩奈、田村ゆかり、茅原実里、富永TOMMY弘明、中島愛、七森中☆ごらく部、南里侑香、野水いおり、日笠陽子、藤田麻衣子、三澤紗千香、水樹奈々、ゆいかおり                                  | 「The Galaxy Express 999」  | ライブイベント『Animelo Summer Live 2013 -FLAG NINE-』テーマソング |
| 2014年5月13日 | ONENESS                         | アイドルマスター、藍井エイル、アフィリア・サーガ、angela、いとうかなこ、Wake Up, Girls!、小野賢章、OLDCODEX、喜多村英梨、GRANRODEO、栗林みな実、黒崎真音、ZAQ、JAM Project、sweet ARMS、鈴木このみ、STAR☆ANIS、谷本貴義、田村ゆかり、茅原実里、T.M.Revolution、仲谷明香、流田Project、橋本仁、fhána、petit milady、FLOW、堀江由衣、三澤紗千香、水樹奈々、三森すずこ、宮野真守、μ's、May'n、ゆいかおり、悠木碧、吉田仁美、LiSA、和田光司 | 「ONENESS」                 | ライブイベント『Animelo Summer Live 2014 -ONENESS-』テーマソング   |

### キャラクターソング
| 発売日   | 商品名 | 歌 | 楽曲                                                                                                  | 備考 |
| 2004年   | 2004年 | 2004年 | 2004年                                                                                                | 2004年 |
| -------- | --- | --- | --- | --- |
| 10月20日 | 七つの海の物語〜Pearls of Mermaid〜                                                                          | 星羅（喜多村英梨） | 「Beautiful Wish」                                                                                    | テレビアニメ『マーメイドメロディー ぴちぴちピッチ ピュア』挿入歌                                                      |
| 12月15日 | マーメイドメロディー ボーカルコレクション ピュアBOX2                                                         | 星羅（喜多村英梨） | 「Birth of Love」                                                                                     | テレビアニメ『マーメイドメロディー ぴちぴちピッチ ピュア』関連曲                                                      |
| 12月15日 | マーメイドメロディー ボーカルコレクション ピュアBOX2                                                         | 七海るちあ（中田あすみ）、宝生波音（寺門仁美）、洞院リナ（浅野まゆみ）、かれん（小暮英麻）、ノエル（永田亮子）、ココ（新井里美）、星羅（喜多村英梨） | 「希望の鐘音〜Love goes on〜（7Mermaid Version）」                                                    | テレビアニメ『マーメイドメロディー ぴちぴちピッチ ピュア』関連曲                                                      |
| 2007年   | | | | |
| 6月20日  | ゆめおぼろ                                                                                                   | 犬飼真琴（喜多村英梨）With.守東桃香（伊瀬茉莉也）＆川壁桃花（早見沙織） | 「ゆめおぼろ」                                                                                        | テレビアニメ『桃華月憚』オープニングテーマ                                                                            |
| 8月22日  | アイドルマスター XENOGLOSSIA キャラクターアルバム Vol.1「熱唱！巨大（サンライズ）ロボットアニメソング 無敵」 | 菊地真（喜多村英梨） | 「炎のさだめ」                                                                                        | テレビアニメ『アイドルマスター XENOGLOSSIA』関連曲                                                                    |
| 10月3日  | 瀬戸の花嫁 キャラクターソング6 らせん                                                                        | 不知火明乃（喜多村英梨） | 「らせん」 「らせん（Re-mix version）」                                                               | テレビアニメ『瀬戸の花嫁』関連曲                                                                                      |
| 10月24日 | れっつ!おひめさまだっこ/オトメチック初心者でーす                                                             | 九重りん（喜多村英梨）、鏡黒（真堂圭）、宇佐美々（門脇舞以） | 「れっつ！おひめさまだっこ」                                                                          | テレビアニメ『こどものじかん』オープニングテーマ                                                                      |
| 10月24日 | れっつ!おひめさまだっこ/オトメチック初心者でーす                                                             | 九重りん（喜多村英梨）、鏡黒（真堂圭）、宇佐美々（門脇舞以） | 「オトメチック初心者でーす」                                                                          | OVA『こどものじかん』オープニングテーマ                                                                               |
| 11月21日 | こはるびより オリジナルサウンドトラック                                                                      | ゆい（喜多村英梨） | 「エプロンだけは取らないで！」                                                                        | OVA『こはるびより』オープニングテーマ                                                                                 |
| 11月21日 | こはるびより オリジナルサウンドトラック                                                                      | ゆい（喜多村英梨） | 「おっぱいはダメっ」                                                                                  | OVA『こはるびより』挿入歌                                                                                             |
| 11月21日 | こはるびより オリジナルサウンドトラック                                                                      | ゆい（喜多村英梨） 、住友みのり（明坂聡美） | 「ラブソングかもしれない」                                                                            | OVA『こはるびより』第1、2巻エンディングテーマ                                                                         |
| 12月26日 | こどものじかん Character Single 1                                                                            | 九重りん（喜多村英梨） | 「せんせい…初めてですか？」 「れっつ！おひめさまだっこ（Rin version）」                               | テレビアニメ『こどものじかん』関連曲                                                                                  |
| 2008年   | | | | |
| 1月25日  | 桃華月憚 華奏楽集                                                                                            | 犬飼真琴（喜多村英梨） | 「エネルジコ・ソング」                                                                                | テレビアニメ『桃華月憚』関連曲                                                                                        |
| 2月22日  | こはるびより マニアックスCD2                                                                                 | ゆい（喜多村英梨） | 「ほら、あったかなんです。」                                                                          | OVA『こはるびより』第3巻エンディングテーマ                                                                            |
| 3月25日  | DVD「こどものじかん 4科目」初回生産特典オリジナルCD（りんVer.）                                              | 九重りん（喜多村英梨） | 「ないしょでぴっぴー」                                                                                | テレビアニメ『こどものじかん』関連曲                                                                                  |
| 4月23日  | みなみけ びより                                                                                              | 内田（喜多村英梨）、吉野（豊崎愛生） | 「せーのっ」                                                                                          | テレビアニメ『みなみけ』関連曲                                                                                        |
| 5月11日  | Risauta 2006-2007 vol.1                                                                                      | 如月ユキ（喜多村英梨） | 「HoneyPot」                                                                                          | オリジナルユニット「りさうた☆ALLSTARS」関連曲                                                                         |
| 5月11日  | Risauta 2006-2007 vol.1                                                                                      | 響りさ（響りさ）、如月ユキ（喜多村英梨） | 「SUBWAY」                                                                                            | オリジナルユニット「りさうた☆ALLSTARS」関連曲                                                                         |
| 5月21日  | @Lantis NON STOP DANCE REMIX vol.2                                                                           | 九重りん（喜多村英梨）、鏡黒（真堂圭）、宇佐美々（門脇舞以） | 「れっつ！おひめさまだっこ（NON STOP DANCE REMIX）」                                                  | テレビアニメ『こどものじかん』関連曲                                                                                  |
| 10月22日 | プレパレード                                                                                                 | 逢坂大河（釘宮理恵）、櫛枝実乃梨（堀江由衣）、川嶋亜美（喜多村英梨） | 「プレパレード」                                                                                      | テレビアニメ『とらドラ!』前期オープニングテーマ                                                                       |
| 10月22日 | プレパレード                                                                                                 | 逢坂大河（釘宮理恵）、櫛枝実乃梨（堀江由衣）、川嶋亜美（喜多村英梨） | 「プレパレード」                                                                                      | ゲーム『とらドラ・ポータブル!』オープニングテーマ                                                                     |
| 10月22日 | プレパレード                                                                                                 | 逢坂大河（釘宮理恵）、櫛枝実乃梨（堀江由衣）、川嶋亜美（喜多村英梨） | 「カ・ラ・ク・リ」                                                                                    | ラジオ『とらドラジオ!』オープニングテーマ                                                                             |
| 11月28日 | 未来へGo | DEKABANCHO | 「未来へGo」                                                                                          | OVA『瀬戸の花嫁OVA 仁』エンディングテーマ                                                                             |
| 11月28日 | 未来へGo | 不知火明乃（喜多村英梨） | 「未来へGo」                                                                                          | OVA『瀬戸の花嫁OVA 仁』関連曲                                                                                         |
| 12月24日 | 天使爛漫 Love Power                                                                                          | 瀬戸花えんじぇるず | 「天使爛漫 Love Power」                                                                               | OVA『瀬戸の花嫁OVA 義』オープニングテーマ                                                                             |
| 12月24日 | 天使爛漫 Love Power                                                                                          | DEKABANCHO | 「天使爛漫 Love Power」                                                                               | OVA『瀬戸の花嫁OVA 義』関連曲                                                                                         |
| 12月24日 | CHAOS;HEAD NOAH〜TRIGGER 2〜                                                                                 | 咲畑梨深（喜多村英梨） | 「Trust in me」                                                                                       | ゲーム『CHAOS;HEAD NOAH』梨深編エンディング曲                                                                         |
| 2009年   | | | | |
| 1月28日  | オレンジ | 逢坂大河（釘宮理恵）、櫛枝実乃梨（堀江由衣）、川嶋亜美（喜多村英梨） | 「オレンジ」                                                                                          | テレビアニメ『とらドラ!』後期エンディングテーマ                                                                       |
| 1月28日  | オレンジ | 逢坂大河（釘宮理恵）、櫛枝実乃梨（堀江由衣）、川嶋亜美（喜多村英梨） | 「恋クラゲ」                                                                                          | ラジオ『とらドラジオ!』オープニングテーマ                                                                             |
| 2月20日  | こどものじかん 2学期 1科目 付属特典CD                                                                        | 九重りん（喜多村英梨）、鏡黒（真堂圭）、宇佐美々（門脇舞以） | 「よりどりプリンセス」                                                                                | Webラジオ『こじからじお 2学期』オープニングテーマ                                                                     |
| 3月4日   | 瀬戸の花嫁 OVA ミニアルバム 仁義                                                                             | 瀬戸花えんじぇるず | 「Romantic summer 2009」                                                                              | OVA『瀬戸の花嫁OVA』関連曲                                                                                            |
| 3月25日  | かのこん・ないすばでぃ                                                                                       | 神邨天音（喜多村英梨） | 「曇りのち晴れ」                                                                                      | ゲーム『かのこん えすいー』関連曲                                                                                     |
| 3月28日  | ドラマCD 電撃学園RPG キズナの冒険                                                                            | 春日井キズナ（喜多村英梨） | 「believe」                                                                                           | ドラマCD『電撃学園RPG キズナの冒険』主題歌                                                                            |
| 3月28日  | ドラマCD 電撃学園RPG キズナの冒険                                                                            | 春日井キズナ（喜多村英梨） | 「Planetary」                                                                                         | ゲーム『電撃学園RPG Cross of Venus』挿入歌                                                                            |
| 4月30日  | とらドラ! キャラクターソングアルバム                                                                         | 川嶋亜美（喜多村英梨） | 「Yes!」                                                                                              | テレビアニメ『とらドラ!』関連曲                                                                                       |
| 4月30日  | とらドラ! キャラクターソングアルバム                                                                         | 逢坂大河（釘宮理恵）、川嶋亜美（喜多村英梨） | 「ホーリーナイト」                                                                                    | テレビアニメ『とらドラ!』第19話挿入歌                                                                                 |
| 4月30日  | とらドラ! キャラクターソングアルバム                                                                         | 逢坂大河（釘宮理恵）、櫛枝実乃梨（堀江由衣）、川嶋亜美（喜多村英梨） | 「フラスコレーション」 「プレパレード -postparade mix-」 「オレンジ -citrus mix-」                    | テレビアニメ『とらドラ!』関連曲                                                                                       |
| 5月5日   | Risauta 2006-2007 vol.2                                                                                      | 如月ユキ（喜多村英梨） | 「拝啓前略」                                                                                          | オリジナルユニット「りさうた☆ALLSTARS」関連曲                                                                         |
| 5月5日   | Risauta 2006-2007 vol.2                                                                                      | 響りさ（響りさ）、響りん（桑門そら）、サモエド（あきやまかおる）、レーヒェン・シュナウツバウテン（門脇舞以）、如月ユキ（喜多村英梨） | 「恋はジャスティス」                                                                                  | オリジナルユニット「りさうた☆ALLSTARS」関連曲                                                                         |
| 5月5日   | Risauta 2006-2007 vol.2                                                                                      | 響りさ（響りさ）、サモエド（あきやまかおる）、レーヒェン・シュナウツバウテン（門脇舞以）、如月ユキ（喜多村英梨）、アヤ乃（アヤ乃） | 「Confusional Valentine」                                                                             | オリジナルユニット「りさうた☆ALLSTARS」関連曲                                                                         |
| 5月27日  | コンプリイト/プリーズ フリーズ                                                                               | 逢坂大河（釘宮理恵）、櫛枝実乃梨（堀江由衣）、川嶋亜美（喜多村英梨） | 「コンプリイト」 「プリーズ フリーズ」                                                                | ゲーム『とらドラ・ポータブル!』エンディングテーマ                                                                     |
| 7月23日  | みなみけ きゃらくたーそんぐべすとあるばむ                                                                    | チアキ（茅原実里）、内田（喜多村英梨）、吉野（豊崎愛生） | 「おおきなユメ」                                                                                      | テレビアニメ『みなみけ』関連曲                                                                                        |
| 7月23日  | フレッシュプリキュア! ボーカルアルバム1 〜太陽の子供たちへ〜                                                 | 蒼乃美希（喜多村英梨） | 「星よりも、花よりも」                                                                                | テレビアニメ『フレッシュプリキュア!』関連曲                                                                           |
| 7月23日  | フレッシュプリキュア! ボーカルアルバム1 〜太陽の子供たちへ〜                                                 | キュアフレッシュ！、コーラス：仁科薫理 | 「フレッシュプリキュア・サンチャイルド」                                                              | テレビアニメ『フレッシュプリキュア!』関連曲                                                                           |
| 7月24日  | こどものじかん 2学期 3科目 付属特典CD                                                                        | 九重りん（喜多村英梨）、鏡黒（真堂圭）、宇佐美々（門脇舞以） | 「れっつ！おひめさまだっこ（Remix From @Lantis）」                                                    | OVA『こどものじかん 2学期』関連曲                                                                                     |
| 8月3日   | 佰物語 | 阿良々木暦（神谷浩史）、戦場ヶ原ひたぎ（斎藤千和）、八九寺真宵（加藤英美里）、神原駿河（沢城みゆき）、千石撫子（花澤香菜）、羽川翼（堀江由衣）、忍野メメ（櫻井孝宏）、忍野忍（平野綾）、阿良々木火憐（喜多村英梨）、阿良々木月火（井口裕香） | 「思い出のアルバム」                                                                                  | ドラマCD『佰物語』オープニングテーマ                                                                                  |
| 8月3日   | 佰物語 | 阿良々木暦（神谷浩史）、戦場ヶ原ひたぎ（斎藤千和）、八九寺真宵（加藤英美里）、神原駿河（沢城みゆき）、千石撫子（花澤香菜）、羽川翼（堀江由衣）、忍野メメ（櫻井孝宏）、忍野忍（平野綾）、阿良々木火憐（喜多村英梨）、阿良々木月火（井口裕香） | 「ありがとう さようなら」                                                                             | ドラマCD『佰物語』エンディングテーマ                                                                                  |
| 8月26日  | Aggressive zone                                                                                              | ニードレス★ガールズ+ | 「Aggressive zone」                                                                                   | テレビアニメ『NEEDLESS』前期エンディングテーマ                                                                        |
| 8月26日  | Aggressive zone                                                                                              | ニードレス★ガールズ+ | 「Aggressive zone（Crystal Blue Sky Remix）」                                                         | テレビアニメ『NEEDLESS』関連曲                                                                                        |
| 9月9日   | CHARACTERS LOVE MISSION                                                                                      | イヴ・ノイシュヴァンシュタイン（喜多村英梨） | 「ニュー☆シネマ気分☆パラダイス！」                                                                    | テレビアニメ『NEEDLESS』関連曲                                                                                        |
| 9月9日   | 「かなめも」キャラクターソング＆オリジナルサウンドトラックアルバム「かなめろ」                               | 東ひなた（喜多村英梨） | 「Where is gold?」                                                                                    | テレビアニメ『かなめも』関連曲                                                                                        |
| 9月9日   | 「かなめも」キャラクターソング＆オリジナルサウンドトラックアルバム「かなめろ」                               | 北岡ゆめ（広橋涼）、南ゆうき（遠藤綾）、東ひなた（喜多村英梨） | 「夏はやっぱりプールでしょ♪」                                                                         | テレビアニメ『かなめも』関連曲                                                                                        |
| 9月9日   | 「かなめも」キャラクターソング＆オリジナルサウンドトラックアルバム「かなめろ」                               | 北岡ゆめ（広橋涼）、南ゆうき（遠藤綾）、東ひなた（喜多村英梨）、西田はるか（堀江由衣） | 「代理は鬼♪」                                                                                         | テレビアニメ『かなめも』関連曲                                                                                        |
| 9月9日   | 「かなめも」キャラクターソング＆オリジナルサウンドトラックアルバム「かなめろ」                               | 西田はるか（堀江由衣）with 北岡ゆめ（広橋涼）・南ゆうき（遠藤綾）・東ひなた（喜多村英梨） | 「それが水着♪」                                                                                       | テレビアニメ『かなめも』関連曲                                                                                        |
| 9月9日   | 「かなめも」キャラクターソング＆オリジナルサウンドトラックアルバム「かなめろ」                               | 風新新聞専売所員with久地院美華 | 「最新ニュースを待っててね。〜風新新聞専売所のテーマ〜」                                              | テレビアニメ『かなめも』関連曲                                                                                        |
| 9月9日   | 「かなめも」キャラクターソング＆オリジナルサウンドトラックアルバム「かなめろ」                               | 働く少女達 | 「働く少女♪」                                                                                         | テレビアニメ『かなめも』関連曲                                                                                        |
| 10月21日 | PURE SONGS@DREAM C CLUB                                                                                      | みお（喜多村英梨） | 「半分はママのシナリオ」                                                                              | ゲーム『ドリームクラブ』関連曲                                                                                        |
| 10月21日 | PURE SONGS@DREAM C CLUB                                                                                      | DREAM C CLUB All HostGirls | 「恋・KOI☆week end!」                                                                                 | ゲーム『ドリームクラブ』関連曲                                                                                        |
| 10月21日 | Let's!フレッシュプリキュア! 〜Hybrid ver.〜 for the Movie/H@ppy Together!!! for the Movie                    | 茂家瑞季 with キュアフレッシュ！ | 「Let's!フレッシュプリキュア! 〜Hybrid ver.〜 for the Movie」                                         | 劇場版アニメ『映画 フレッシュプリキュア! おもちゃの国は秘密がいっぱい!?』オープニングテーマ                           |
| 10月21日 | Let's!フレッシュプリキュア! 〜Hybrid ver.〜 for the Movie/H@ppy Together!!! for the Movie                    | 林桃子 with キュアフレッシュ！ | 「H@ppy Together!!! for the Movie」                                                                   | 劇場版アニメ『映画 フレッシュプリキュア! おもちゃの国は秘密がいっぱい!?』エンディングテーマ                           |
| 11月11日 | WANTED! for the love                                                                                         | ニードレス★ガールズ+ | 「WANTED! for the love」                                                                              | テレビアニメ『NEEDLESS』後期エンディングテーマ                                                                        |
| 11月11日 | WANTED! for the love                                                                                         | ニードレス★ガールズ+ | 「WANTED! for the love〜House in the meee!mix〜」                                                     | テレビアニメ『NEEDLESS』関連曲                                                                                        |
| 11月20日 | ドラマCD「ユリア100式」Vol.1                                                                                 | ユリア（喜多村英梨）、ジュリア（伊藤静）、ユリン（後藤麻衣） | 「SHOW_TO_SHI・TA・I」                                                                                | ドラマCD『ユリア100式』主題歌                                                                                         |
| 11月26日 | フレッシュプリキュア! ボーカルアルバム2 〜笑顔のおくりもの〜                                                 | 蒼乃美希（喜多村英梨） | 「FRIENDS 〜3Q4love〜」                                                                               | テレビアニメ『フレッシュプリキュア!』関連曲                                                                           |
| 11月26日 | フレッシュプリキュア! ボーカルアルバム2 〜笑顔のおくりもの〜                                                 | キュアフレッシュ！、ミユキ（飯塚雅弓） | 「Dreaming Flowers」                                                                                  | テレビアニメ『フレッシュプリキュア!』関連曲                                                                           |
| 11月26日 | フレッシュプリキュア! ボーカルアルバム2 〜笑顔のおくりもの〜                                                 | キュアフレッシュ！、M*cube | 「ハピネス☆Wonder land 〜笑顔のおくりもの〜」                                                         | テレビアニメ『フレッシュプリキュア!』関連曲                                                                           |
| 12月1日  | つきねこ | ゆうき（喜多村英梨） | 「Crazy My Love」                                                                                     | 『つきねこ』関連曲 |
| 12月1日  | つきねこ | まどか（今井麻美）、ゆうき（喜多村英梨）、さつき（阿久津加菜）、のぞみ（五十嵐裕美） | 「Refrain -call your dream-」                                                                         | 『つきねこ』関連曲 |
| 12月23日 | スタ☆リミ | 逢坂大河（釘宮理恵）、櫛枝実乃梨（堀江由衣）、川嶋亜美（喜多村英梨） | 「プレパレード〜ELECTRIC INVADERS & TO-WEST REMIX〜」                                                 | テレビアニメ『とらドラ!』関連曲                                                                                       |
| 2010年   | | | | |
| 1月27日  | シークレットプリンセス ミュージックコレクション                                                              | 深代京（佐藤利奈）、天野雫（喜多村英梨）、御法川心（こやまきみこ） | 「Secret(>ω<)Princess!!」                                                                             | パチスロ『シークレットプリンセス』挿入歌                                                                              |
| 3月25日  | PURE SONGS 2@DREAM C CLUB                                                                                    | みお（喜多村英梨） | 「Stay with me!」                                                                                     | ゲーム『ドリームクラブ』関連曲                                                                                        |
| 4月21日  | WORKING!! DVD第1巻特典CD                                                                                     | 種島ぽぷら（阿澄佳奈）、伊波まひる（藤田咲）、轟八千代（喜多村英梨） | 「SOMEONE ELSE」                                                                                      | テレビアニメ『WORKING!!』オープニングテーマ                                                                           |
| 5月26日  | Blu-ray/DVD「ソ・ラ・ノ・ヲ・ト」第3巻完全生産限定版特典CD                                                   | カナタ（金元寿子）、クレハ（喜多村英梨）、ノエル（悠木碧） | 「ヨーイ・テ！」                                                                                      | テレビアニメ『ソ・ラ・ノ・ヲ・ト』関連曲                                                                              |
| 5月26日  | マリッジロワイヤル キャラクターソングアルバム                                                                | 新城音羽（喜多村英梨） | 「ふたついろ」                                                                                        | ゲーム『マリッジロワイヤル プリズムストーリー』関連曲                                                                 |
| 8月25日  | クイーンズブレイド 美しき闘士たち「信義!エリナ揺るぎなき絆」【初回生産特典CD】                               | エリナ（水橋かおり）、レイナ（川澄綾子）、アイリ（伊藤かな恵）、アレイン（喜多村英梨）、イルマ（鹿野優以）、エキドナ（甲斐田ゆき）、カトレア（柚木涼香）、クローデット（田中敦子）、シズカ（生天目仁美）、ナナエル（平野綾）、セトラ（立木文彦）、トモエ（能登麻美子）、ニクス（田中理恵）、ノワ（高橋美佳子）、メルファ（大原さやか）、ユーミル（齋藤彩夏）、メローナ＆ラナ（釘宮理恵）、リスティ（甲斐田裕子）、アルドラ（竹内美優）、メナス（後藤邑子） | 「美闘士カーニバル〜たおれる時は前向きに〜 cheio:full」                                               | OVA『クイーンズブレイド 美しき闘士たち』エンディングテーマ                                                            |
| 8月25日  | クイーンズブレイド 美しき闘士たち「信義!エリナ揺るぎなき絆」【初回生産特典CD】                               | エリナ、レイナ、アイリ、アレイン（喜多村英梨）、イルマ、エキドナ、カトレア、クローデット、シズカ、セトラ、トモエ、ニクス、ノワ、メルファ、ユーミル、ラナ、リスティ | 「美闘士カーニバル〜たおれる時は前向きに〜 um:1」                                                     | OVA『クイーンズブレイド 美しき闘士たち』第1話エンディングテーマ                                                       |
| 9月22日  | クイーンズブレイド 美しき闘士たち「愛惜!アレイン千年の別れ」【初回生産特典CD】                               | アレイン（喜多村英梨）、ノワ、ニクス、アイリ、イルマ、エキドナ、エリナ、カトレア、クローデット、シズカ、セトラ、トモエ、メルファ、ユーミル、ラナ、リスティ、レイナ | 「美闘士カーニバル〜たおれる時は前向きに〜 dois:2」                                                   | OVA『クイーンズブレイド 美しき闘士たち』第2話エンディングテーマ                                                       |
| 9月22日  | ロロナのアトリエ キャラクターソングアルバム〜カナリア〜                                                      | クーデリア（喜多村英梨） | 「0.8cm」                                                                                             | ゲーム『ロロナのアトリエ 〜アーランドの錬金術士〜』関連曲                                                             |
| 10月22日 | クイーンズブレイド 美しき闘士たち「憂鬱!アイリの二心」【初回生産特典CD】                                     | アイリ、メローナ＆ラナ、メルファ、アレイン（喜多村英梨）、イルマ、エキドナ、エリナ、カトレア、クローデット、シズカ、セトラ、トモエ、ニクス、ノワ、ユーミル、リスティ、レイナ | 「美闘士カーニバル〜たおれる時は前向きに〜 tres:3」                                                   | OVA『クイーンズブレイド 美しき闘士たち』第3話エンディングテーマ                                                       |
| 10月29日 | フレーミングサマー 予約キャンペーンキャラクターソングCD「TOFU -ぷるぷる-」                                   | 美甘ひなた（喜多村英梨） | 「TOFU -ぷるぷる-」                                                                                   | ゲーム『フレーミングサマー』関連曲                                                                                    |
| 12月9日  | ぱすてるチャイムContinue Song Materials                                                                      | 竜胆リナ（喜多村英梨）、斎香・S・ファルネーゼ（佐藤利奈）、ルーシー・ミンシアード（早見沙織）、フィル・イハート（新名彩乃） | 「Brand new & Continue」                                                                              | ゲーム『ぱすてるチャイムContinue』PSP版エンディングテーマ                                                             |
| 12月9日  | ぱすてるチャイムContinue Song Materials                                                                      | 竜胆リナ（喜多村英梨） | 「Brand new & Continue」                                                                              | ゲーム『ぱすてるチャイムContinue』関連曲                                                                              |
| 12月10日 | DREAM C CLUB PURE SONGS CLIPS Vol.2 特典CD                                                                   | 魅杏（真堂圭）、みお（喜多村英梨） | 「Real（魅杏＆みおユニットVer.）」                                                                    | 『DREAM C CLUB PURE SONGS CLIPS Vol.2』関連曲                                                                         |
| 2011年   | | | | |
| 1月26日  | Taste of Paradise                                                                                            | 高梨奈緒（喜多村英梨） | 「Taste of Paradise」                                                                                 | テレビアニメ『お兄ちゃんのことなんかぜんぜん好きじゃないんだからねっ!!』オープニングテーマ                            |
| 1月26日  | Taste of Paradise                                                                                            | 高梨奈緒（喜多村英梨） | 「YELL〜ホイッスルはその胸に〜」                                                                      | Web宣伝番組『喜多村英梨の「お兄ちゃんのことなんかぜんぜん好きじゃないんだからねっ!!」を宣伝する番組っ!!』テーマソング |
| 1月26日  | アリアリ未来☆                                                                                                | 高梨奈緒（喜多村英梨）、土浦彩葉（井上麻里奈）、近藤繭佳（荒浪和沙） | 「アリアリ未来☆」                                                                                     | テレビアニメ『お兄ちゃんのことなんかぜんぜん好きじゃないんだからねっ!!』エンディングテーマ                            |
| 1月26日  | アリアリ未来☆                                                                                                | 高梨奈緒（喜多村英梨）、土浦彩葉（井上麻里奈）、近藤繭佳（荒浪和沙） | 「君にOverflow」                                                                                      | テレビアニメ『お兄ちゃんのことなんかぜんぜん好きじゃないんだからねっ!!』関連曲                                        |
| 3月17日  | 武装神姫 CHARACTER SONG and SPECIAL RADIO RONDO Vol.2                                                        | 犬型MMS ハウリン（喜多村英梨） | 「BREAK THE SILENCE」 「BREAK THE SILENCE（Dizzi Mystica Remix）」                                    | ゲーム『武装神姫 BATTLE MASTERS』関連曲                                                                               |
| 3月23日  | 歌なんかぜんぜん歌いたくないんだからねっ!!                                                                   | 高梨奈緒（喜多村英梨） | 「Thrilling Everyday」 「Taste of Paradise -prohibition mix-」                                        | テレビアニメ『お兄ちゃんのことなんかぜんぜん好きじゃないんだからねっ!!』関連曲                                        |
| 3月23日  | 歌なんかぜんぜん歌いたくないんだからねっ!!                                                                   | 高梨奈緒（喜多村英梨）、土浦彩葉（井上麻里奈）、近藤繭佳（荒浪和沙） | 「Catch My HOPE」 「アリアリ未来☆ -delusion mix-」                                                    | テレビアニメ『お兄ちゃんのことなんかぜんぜん好きじゃないんだからねっ!!』関連曲                                        |
| 4月6日   | キラキラkawaii! プリキュア大集合♪〜いのちの花〜/ありがとうがいっぱい                                         | キュア・レインボーズ with プリキュアオールスターズ21 | 「ありがとうがいっぱい（映画version）」                                                               | 劇場版アニメ『映画 プリキュアオールスターズDX3 未来にとどけ! 世界をつなぐ☆虹色の花』エンディングテーマ                |
| 4月27日  | るーるぶっくを忘れちゃえ                                                                                     | ULTRA-PRISM with 白玉中ソフトテニス部 | 「るーるぶっくを忘れちゃえ」                                                                          | テレビアニメ『そふてにっ』オープニングテーマ                                                                          |
| 5月18日  | SENGOKU GROOVE                                                                                               | 豊臣ヒデヨシ（日高里菜）、織田ノブナガ（豊口めぐみ）、明智ミツヒデ（喜多村英梨）、伊達マサムネ（平田裕香） | 「SENGOKU GROOVE」                                                                                    | テレビアニメ『戦国乙女〜桃色パラドックス〜』関連曲                                                                    |
| 5月25日  | S@ng once | 寺小尾響紀（喜多村英梨） | 「Will be」                                                                                           | ゲーム『L@ve once -mermaid's tears-』関連曲                                                                           |
| 5月25日  | ドラマCD 這いよれ!ニャル子さんGX〜フェイタルアトラクション〜                                                 | ニャル子（阿澄佳奈）、八坂真尋（喜多村英梨） | 「SAN年目のいくぢなし」                                                                               | ドラマCD『這いよれ! ニャル子さん』関連曲                                                                              |
| 6月15日  | 戦国乙女♥宴たけなわ                                                                                          | 明智ミツヒデ（喜多村英梨） | 「熱き矢の如く〜心中乙女バージョン〜」                                                                | テレビアニメ『戦国乙女〜桃色パラドックス〜』第10話エンディングテーマ                                                  |
| 6月15日  | 戦国乙女♥宴たけなわ                                                                                          | 明智ミツヒデ（喜多村英梨）、伊達マサムネ（平田裕香） | 「うらめし〜な せれな〜で」                                                                           | テレビアニメ『戦国乙女〜桃色パラドックス〜』関連曲                                                                    |
| 6月15日  | 戦国乙女♥宴たけなわ                                                                                          | 日出佳乃（日高里菜）、アケリン（喜多村英梨）、トクニャン（明坂聡美） | 「夢見る自由〜クラスメイト・バージョン〜」                                                            | テレビアニメ『戦国乙女〜桃色パラドックス〜』関連曲                                                                    |
| 7月6日   | がっしゅくっ?                                                                                                | 沢夏琴音（喜多村英梨） | 「青春ジャンプ☆直球ファイト」                                                                         | テレビアニメ『そふてにっ』関連曲                                                                                      |
| 7月27日  | TVアニメ「WORKING!!」きゃらそん☆MENU4 轟八千代 starring 喜多村英梨                                           | 轟八千代（喜多村英梨） | 「Colorful Days」 「ワグナリア賛歌〜a day of 轟八千代」                                               | テレビアニメ『WORKING!!』関連曲                                                                                       |
| 8月10日  | 君にご奉仕                                                                                                   | 近衛スバル（井口裕香）、涼月奏（喜多村英梨）、宇佐美マサムネ（伊瀬茉莉也） | 「君にご奉仕」                                                                                        | テレビアニメ『まよチキ!』エンディングテーマ                                                                           |
| 8月10日  | 君にご奉仕                                                                                                   | 近衛スバル（井口裕香）、涼月奏（喜多村英梨）、宇佐美マサムネ（伊瀬茉莉也） | 「Wonderful Days」                                                                                    | テレビアニメ『まよチキ!』関連曲                                                                                       |
| 8月10日  | PURE SONGS ZERO@DREAM C CLUB                                                                                 | DREAM C CLUB ZERO All HostGirls | 「Pure色100萬$☆」                                                                                     | ゲーム『ドリームクラブZERO』関連曲                                                                                    |
| 8月10日  | PURE SONGS ZERO@DREAM C CLUB                                                                                 | みお（喜多村英梨） | 「半分はママのシナリオ 0 ver.」 「Stay with me! 0 ver.」                                              | ゲーム『ドリームクラブZERO』関連曲                                                                                    |
| 8月24日  | 魔法少女まどか☆マギカ BD・DVD第5巻特典CD                                                                     | 美樹さやか（喜多村英梨）、佐倉杏子（野中藍） | 「and I'm home」                                                                                      | テレビアニメ『魔法少女まどか☆マギカ』BD/DVD版第9話エンディングテーマ                                                  |
| 9月21日  | まよチキ! キャラクターソングアルバム まよウタ!                                                               | 涼月奏（喜多村英梨） | 「Give Me Everything」                                                                                | テレビアニメ『まよチキ!』関連曲                                                                                       |
| 9月21日  | まよチキ! キャラクターソングアルバム まよウタ!                                                               | 近衛スバル（井口裕香）、涼月奏（喜多村英梨）、宇佐美マサムネ（伊瀬茉莉也）、鳴海ナクル（阿澄佳奈）、マリア（桑谷夏子）、ミルク（石原夏織）、チョコ（小倉唯） | 「Happy Happy Birthday」                                                                              | テレビアニメ『まよチキ!』挿入歌                                                                                       |
| 10月6日  | CR南国育ちin沖縄 -Original Sound Track-                                                                      | 涼風まどか（ミルノ純）、姿月レイコ（遠藤綾）、日高ナツ（青木春子）、夕凪いずみ（今井麻美）、良波しゅり（名義非公開）、ジョディ・バーンサイド（喜多村英梨） | 「七色の南国」                                                                                        | パチンコ『CR南国育ちin沖縄』関連曲                                                                                    |
| 10月6日  | CR南国育ちin沖縄 -Original Sound Track-                                                                      | 涼風まどか（ミルノ純）、姿月レイコ（遠藤綾）、ジョディ・バーンサイド（喜多村英梨） | 「Summer Refrain」                                                                                    | パチンコ『CR南国育ちin沖縄』関連曲                                                                                    |
| 10月6日  | CR南国育ちin沖縄 -Original Sound Track-                                                                      | ジョディ・バーンサイド（喜多村英梨） | 「Play」                                                                                              | パチンコ『CR南国育ちin沖縄』関連曲                                                                                    |
| 11月2日  | WORKING'!! BD・DVD第1巻特典CD                                                                                | 種島ぽぷら（阿澄佳奈）、伊波まひる（藤田咲）、轟八千代（喜多村英梨） | 「COOLISH WALK」                                                                                      | テレビアニメ『WORKING'!!』オープニングテーマ                                                                          |
| 11月23日 | Brilliant Days                                                                                               | 小鳥遊美羽（喜多村英梨） | 「Brilliant Days」                                                                                    | テレビアニメ『パパのいうことを聞きなさい!』関連曲                                                                     |
| 12月14日 | かってに改蔵 コンセプトアルバム スーパーDX超合金                                                             | 名取羽美（喜多村英梨） | 「ドッキドキ!LOVEメール」                                                                             | OVA『かってに改蔵』挿入歌                                                                                             |
| 2012年   | | | | |
| 1月25日  | C³ -シーキューブ- Character Song Album                                                                       | 上野錐霞（喜多村英梨） | 「My Wish」                                                                                           | テレビアニメ『C³ -シーキューブ-』関連曲                                                                               |
| 2月8日   | とらドラ! BEST ALBUM √HAPPYEND                                                                               | 逢坂大河（釘宮理恵）、櫛枝実乃梨（堀江由衣）、川嶋亜美（喜多村英梨） | 「√HAPPYEND」                                                                                         | テレビアニメ『とらドラ!』関連曲                                                                                       |
| 4月25日  | 偽物語 BD・DVD第1巻特典CD                                                                                    | 阿良々木火憐（喜多村英梨） | 「marshmallow justice」                                                                               | テレビアニメ『偽物語』オープニングテーマ                                                                              |
| 5月9日   | パパのいうことを聞きなさい! Blu-ray 3 特典CD                                                                 | 小鳥遊空（上坂すみれ）、小鳥遊美羽（喜多村英梨）、小鳥遊ひな（五十嵐裕美） | 「Smile Continue」                                                                                    | ゲーム『ゲームでも、パパのいうことを聞きなさい!』オープニングテーマ                                                   |
| 5月9日   | パパのいうことを聞きなさい! Blu-ray 3 特典CD                                                                 | 小鳥遊美羽（喜多村英梨） | 「Brilliant Days More POP RE-MIX」                                                                    | テレビアニメ『パパのいうことを聞きなさい!』関連曲                                                                     |
| 5月23日  | 太陽曰く燃えよカオス                                                                                         | 後ろから這いより隊B | 「黒鋼のストライバー」                                                                                | テレビアニメ『這いよれ! ニャル子さん』挿入歌                                                                          |
| 6月6日   | 超次元ゲイム ネプテューヌ デュエットシスターズソング Vol.2 ノワール×ユニ                                     | ノワール（今井麻美）、ユニ（喜多村英梨） | 「Sham Cold Girls」                                                                                   | ゲーム『超次元ゲイム ネプテューヌ』関連曲                                                                             |
| 6月6日   | 超次元ゲイム ネプテューヌ デュエットシスターズソング Vol.2 ノワール×ユニ                                     | ユニ（喜多村英梨） | 「Yell! -little girl's secret-」                                                                      | ゲーム『超次元ゲイム ネプテューヌ』関連曲                                                                             |
| 6月28日  | 白衣性恋愛症候群 RE:Therapy 初回限定版同梱特典シングルCD「you never know」                                   | 大塚はつみ（喜多村英梨） | 「you never know」                                                                                    | ゲーム『白衣性恋愛症候群 RE:Therapy』オープニングテーマ                                                               |
| 7月25日  | 邪神曲たち                                                                                                   | 後ろから這いより隊 | 「禍々しくも聖なるかな」                                                                              | テレビアニメ『這いよれ! ニャル子さん』関連曲                                                                          |
| 8月30日  | 閃乱カグラ Burst -紅蓮の少女達- 特典CD                                                                       | 焔（喜多村英梨） | 「紅蓮の掟目」                                                                                        | ゲーム『閃乱カグラ Burst -紅蓮の少女達-』オープニングテーマ                                                           |
| 10月31日 | Lifeる is LOVEる!!                                                                                           | リリアナシスターズ | 「Lifeる is LOVEる!!」                                                                                | テレビアニメ『お兄ちゃんだけど愛さえあれば関係ないよねっ』エンディングテーマ                                          |
| ？       | 南国育ち in HAWAII Original Sound Track                                                                      | 涼風まどか（ミルノ純）、姿月レイコ（遠藤綾）、日高ナツ（青木春子）、夕凪いずみ（今井麻美）、キキ・コリンズ（名義非公開）、ジョディ・バーンサイド（喜多村英梨） | 「南国への扉」 「渚のラブストーリー」                                                                 | パチンコ『CR南国育ち in HAWAII』関連曲                                                                                |
| ？       | 南国育ち in HAWAII Original Sound Track                                                                      | ジョディ・バーンサイド（喜多村英梨） | 「Movin'On」                                                                                          | パチンコ『CR南国育ち in HAWAII』関連曲                                                                                |
| 12月29日 | わんおふ -one off- オリジナルサウンドトラック                                                                | ポコ・ア・ポコ featuring マロ（儀武ゆう子） | 「メモリーズ〜ポコ・ア・ポコver.〜」                                                                  | OVA『わんおふ -one off-』挿入歌                                                                                       |
| 12月29日 | まじかるすいーと プリズム・ナナ PRISM BOX                                                                    | 鷲岡至（三森すずこ）、浅木飛鳥（今井麻美）、織部琴音（喜多村英梨） | 「ぷりズム♡たいむ〜魔法の指でタッチして〜」 「萌って☆メルって★タッチしてっ!」 「Reach for the beach」 | パチスロ『まじかるすいーと プリズム・ナナ』劇中歌                                                                     |
| 12月29日 | まじかるすいーと プリズム・ナナ PRISM BOX                                                                    | 織部琴音（喜多村英梨） | 「hello,Dear my friends」                                                                             | パチスロ『まじかるすいーと プリズム・ナナ』劇中歌                                                                     |
| 2013年   | | | | |
| 2月13日  | Fighting Dreamer/闇夜は乙女を花にする                                                                        | 焔（喜多村英梨）、詠（茅野愛衣）、日影（白石涼子）、未来（後藤沙緒里）、春花（豊口めぐみ） | 「闇夜は乙女を花にする」                                                                              | テレビアニメ『閃乱カグラ』エンディングテーマ                                                                          |
| 2月20日  | 這いよれ! ニャル子さんW WWWキャラクターソングシリーズVOL.2 真尋                                              | 後ろから這いより隊M | 「Gimme a fork × …やめた。」 「太陽言わない燃えよカオス」                                             | テレビアニメ『這いよれ! ニャル子さんW』関連曲                                                                         |
| 2月28日  | 閃乱カグラ SHINOVI VERSUS -少女達の証明- アレンジサウンドトラック『月華に舞い散る少女たち』                  | 焔（喜多村英梨）、雅緋（平田宏美） | 「月光」                                                                                              | ゲーム『閃乱カグラ SHINOVI VERSUS -少女達の証明-』エンディングテーマ                                                  |
| 3月27日  | 幕末義人伝 浪漫 BGM & SONGS                                                                                  | 小春（喜多村英梨） | 「春色飾り箸」                                                                                        | テレビアニメ『幕末義人伝 浪漫』関連曲                                                                                 |
| ？       | 太陽言わない燃えよカオス / 後ろから這いより隊6人 ver.                                                        | ニャル子（阿澄佳奈）、八坂真尋（喜多村英梨）、クー子（松来未祐）、ハス太（釘宮理恵）、暮井珠緒（大坪由佳）、余市健彦（羽多野渉） | 「太陽言わない燃えよカオス」                                                                          | テレビアニメ『這いよれ! ニャル子さんW』関連曲                                                                         |
| 4月10日  | 邪名曲たち                                                                                                   | 八坂真尋（喜多村英梨） | 「機神咆吼ッ!デモンベイン!」                                                                          | テレビアニメ『這いよれ! ニャル子さんW』関連曲                                                                         |
| 4月24日  | 恋は渾沌の隷也                                                                                               | 後ろから這いより隊B | 「Blast of Fate 〜疾風の行方〜」                                                                      | テレビアニメ『這いよれ! ニャル子さんW』挿入歌                                                                         |
| 4月24日  | みなみけのみなうた                                                                                           | みなみけのみなさん | 「みなうた」                                                                                          | テレビアニメ『みなみけ ただいま』関連曲                                                                               |
| 4月24日  | みなみけのみなうた                                                                                           | 内田（喜多村英梨） | 「One two Skipで恋したい♡」                                                                           | テレビアニメ『みなみけ ただいま』関連曲                                                                               |
| 6月26日  | 絶対防衛レヴィアタン キャラクターソングコレクション 絶対、唄うんだもん！                                     | バハムート（喜多村英梨） | 「A Girl」                                                                                            | テレビアニメ『絶対防衛レヴィアタン』関連曲                                                                            |
| 7月17日  | 這いよれ! ニャル子さんW エンディングソングシリーズ3 RAMMに這いよるZZZ                                        | RAMMに這いよる真尋と余市 | 「愛クルセイダース†ストライバー」                                                                     | テレビアニメ『這いよれ! ニャル子さんW』エンディングテーマ                                                             |
| 8月10日  | まじかるすいーと プリズム・ナナ POP UP SOUND TRACK BOX                                                       | 鷲岡至（三森すずこ）、浅木飛鳥（今井麻美）、織部琴音（喜多村英梨） | 「ぷりズム♡ウィーク」 「PRISMIX♪〜Beachで白鷺エンジンFriendと萌ってメルってぷりズムたいむ〜」         | パチスロ『まじかるすいーと プリズム・ナナ』劇中歌                                                                     |
| 9月25日  | Blu-ray&DVD「幻影ヲ駆ケル太陽」第1巻完全生産限定版特典キャラクターイメージソングCD                           | 星河せいら（喜多村英梨） | 「静かな夜〜Quando voglio su una stella」                                                             | テレビアニメ『幻影ヲ駆ケル太陽』関連曲                                                                                |
| 10月16日 | 邪礼曲たち                                                                                                   | 後ろから這いより隊 | 「ニャルニャルサービスメドレー」                                                                      | テレビアニメ『這いよれ! ニャル子さんW』関連曲                                                                         |
| 11月27日 | ファンタシースターオンライン2 オリジナルサウンドトラック Vol.2                                               | クーナ（喜多村英梨） | 「Our Fighting」 「永遠のencore」                                                                     | ゲーム『ファンタシースターオンライン2』劇中歌                                                                         |
| 11月27日 | ファンタシースターオンライン2 オリジナルサウンドトラック Vol.2                                               | クーナ（喜多村英梨）、光吉猛修 | 「Our Fighting（Full Session）」                                                                      | |
| 2014年   | | | | |
| 1月29日  | 京騒戯画 歌暦-うた ごよみ-                                                                                   | 八瀬（喜多村英梨） | 「grace」                                                                                             | テレビアニメ『京騒戯画』関連曲                                                                                        |
| 2月19日  | 地獄の沙汰も君次第                                                                                           | 地獄の沙汰オールスターズ | 「地獄の沙汰も君次第」                                                                                | テレビアニメ『鬼灯の冷徹』オープニングテーマ                                                                          |
| 2月19日  | 地獄の沙汰も君次第                                                                                           | 地獄の沙汰オールスターズ | 「大きな金魚の樹の下で 地獄の沙汰オールスターズver.」                                                 | |
| 4月4日   | デカ盛り 閃乱カグラ 全曲入り大盛りデジタルサウンドトラック                                                   | 焔（喜多村英梨） | 「Break out of your Shell!」                                                                          | ゲーム『デカ盛り 閃乱カグラ』関連曲                                                                                   |
| 4月9日   | 鬼灯の冷徹 第1巻特典CD 地獄のサウンドトラック                                                                | 地獄の沙汰オールスターズ | 「地獄の沙汰も君次第〜鬼灯様にシメられる〜」                                                          | テレビアニメ『鬼灯の冷徹』関連曲                                                                                      |
| 5月4日   | DSP版 Windows 8.1 Pro Update 限定パック付属CD「Future Update」                                               | 窓辺ななみ（水樹奈々）、クラウディア・窓辺（喜多村英梨） | 「Future Update」                                                                                     | DSP版Windows 8.1応援ソング                                                                                            |
| 6月1日   | 開け!地獄の釜の蓋                                                                                            | 地獄の沙汰オールスターズ | 「開け!地獄の釜の蓋」                                                                                 | テレビアニメ『鬼灯の冷徹』関連曲                                                                                      |
| 8月7日   | 閃乱カグラ オリジナルサウンドトラック -真影/紅蓮/真紅-                                                       | 飛鳥（原田ひとみ）、焔（喜多村英梨） | 「真紅」                                                                                              | ゲーム『閃乱カグラ2 -真紅-』エンディングテーマ                                                                        |
| 8月27日  | 超次元ゲイム ネプテューヌ シェアコンプリート ディスクス                                                      | ノワール（今井麻美）、ユニ（喜多村英梨） | 「Sham Cold Girls（Remix）」                                                                          | ゲーム『超次元ゲイム ネプテューヌ』関連曲                                                                             |
| 12月19日 | DSP版 Windows 8.1 Pro Update 限定パック 2014 Winter version付属CD「Find the Way〜煌めきの羽根〜」            | 窓辺ななみ（水樹奈々）、クラウディア・窓辺（喜多村英梨） | 「Find the Way 〜煌めきの羽根〜」                                                                     | DSP版Windows 8.1応援ソング                                                                                            |
| 12月24日 | ファンタシースターオンライン2 オリジナルサウンドトラック Vol.3                                               | クーナ（喜多村英梨） | 「Our Fighting ver.MIYABI」 「終わりなき物語」                                                        | ゲーム『ファンタシースターオンライン2』劇中歌                                                                         |
| 12月27日 | SHOW BY ROCK!! - プラズマジカ                                                                                | レトリー（喜多村英梨） | 「Panoramatic Adventure」                                                                             | Webアニメ『SHOW BY ROCK!!』関連曲                                                                                     |
| 12月28日 | C87窓辺ファミリー限定パック〜ななみ×クラウディア 夢デュエット Remix バージョン〜                             | 窓辺ななみ（水樹奈々）、クラウディア・窓辺（喜多村英梨） | 「Future Update（Remixバージョン）」 「Find the Way 〜煌めきの羽根〜（Remixバージョン）」             | DSP版Windows 8.1応援ソング                                                                                            |
| 2015年   | | | | |
| 3月11日  | まじっく快斗1412 キャラクターソング〜Magical Pallet〜                                                        | 小泉紅子（喜多村英梨） | 「わたしの虜になりなさい」                                                                            | テレビアニメ『まじっく快斗1412』関連曲                                                                                |
| 4月24日  | グラン・ステージ 第4幕 美波琥珀                                                                              | 美波琥珀（喜多村英梨） | 「La traviata」                                                                                       | ドラマCD『グラン・ステージ』関連曲                                                                                    |
| 5月29日  | グラン・ステージ 特別公演                                                                                    | 陽央あきと（緒方恵美）、昴涼夜（豊口めぐみ）、風宮絵琉（井上麻里奈）、美波琥珀（喜多村英梨）、蘇皇唯（斎賀みつき） | 「夢 on stage 〜グランステージのテーマ〜」                                                            | ドラマCD『グラン・ステージ』関連曲                                                                                    |
| 7月17日  | 山田くんと7人の魔女 コミックス第18巻付属ドラマCD                                                             | 白石うらら（早見沙織）、伊藤雅（内田真礼）、小田切寧々（喜多村英梨） | 「ding!ging!dong!」                                                                                   | OAD『山田くんと7人の魔女』挿入歌                                                                                      |
| 8月12日  | WORKING!!! BD・DVD第1巻特典CD                                                                                | 種島ぽぷら（阿澄佳奈）、伊波まひる（藤田咲）、轟八千代（喜多村英梨） | 「NOW!!!GAMBLE」                                                                                      | テレビアニメ『WORKING!!!』オープニングテーマ                                                                          |
| 11月25日 | 青春×機関銃 Blu-ray / DVD第3巻初回限定盤特典スペシャルCD                                                     | ホシシロ | 「See you at ×××」                                                                                    | テレビアニメ『青春×機関銃』イメージソング                                                                             |
| 12月29日 | 熱響！乙女フェスティバル ファン大感謝祭LIVE ORIGINAL SOUND TRACK                                             | カシン居士（花澤香菜）、大友ソウリン（加藤英美里）、風上さやか（日笠陽子）、ジョディ・バーンサイド（喜多村英梨）、葉月天音（小松未可子） | 「乙女フェスティバル」                                                                                | パチンコ『熱響！乙女フェスティバル ファン大感謝祭LIVE』主題歌                                                         |
| 12月29日 | 熱響！乙女フェスティバル ファン大感謝祭LIVE ORIGINAL SOUND TRACK                                             | 天照 | 「剣戟乱舞」 「乱〜Run〜」 「月夜、恋し言葉紡ぎ」                                                     | パチンコ『熱響!乙女フェスティバル ファン大感謝祭LIVE』関連曲                                                          |
| 2016年   | | | | |
| 1月13日  | WORKING!!! Blu-ray&DVD Vol.6【完全生産限定版特典CD】                                                         | 轟八千代（喜多村英梨） | 「NOW!!!GAMBLE」                                                                                      | テレビアニメ『WORKING!!!』関連曲                                                                                      |
| 2月24日  | 青春×機関銃 Blu-ray / DVD第6巻初回限定盤特典スペシャルCD                                                     | トイ☆ガンガン、ホシシロ | 「白黒つけてやろうじゃないか（仮）」                                                                  | テレビアニメ『青春×機関銃』イメージソング                                                                             |
| 3月9日   | おじさんとマシュマロ Song Collection Vol.1                                                                   | 若林伊織（喜多村英梨） | 「メッセージ」                                                                                        | テレビアニメ『おじさんとマシュマロ』主題歌                                                                            |
| 3月9日   | おじさんとマシュマロ Song Collection Vol.2                                                                   | 若林伊織（喜多村英梨） | 「ラビリンス」                                                                                        | テレビアニメ『おじさんとマシュマロ』主題歌                                                                            |
| 3月23日  | デュラララ!!×2 結 Blu-ray&DVD 2【完全生産限定版特典カバーソングコレクションCD「恋のバカンス」】              | 折原九瑠璃（金元寿子）、折原舞流（喜多村英梨） | 「恋のバカンス」                                                                                      | テレビアニメ『デュラララ!!×2 結』関連曲                                                                               |
| 4月29日  | グラン・ステージ 大運動会 ドラマCD                                                                           | 陽央あきと（緒方恵美）、昴涼夜（豊口めぐみ）、風宮絵琉（井上麻里奈）、美波琥珀（喜多村英梨）、蘇皇唯（斎賀みつき） | 「飛翔〜WE CAN FLY〜」                                                                                | ドラマCD『グラン・ステージ』関連曲                                                                                    |
| 8月24日  | くまみこ 弐 -みこぼっくす- 初回生産特典CD                                                                    | 雨宿まち（日岡なつみ）、酒田響（喜多村英梨） | 「HI-MA-DE GIRL」                                                                                     | テレビアニメ『くまみこ』関連曲                                                                                        |
| 11月2日  | WORLD OF FINAL FANTASY Original Soundtrack                                                                   | エナ・クロ（花澤香菜）feat.セラフィ（喜多村英梨）、タマ（竹達彩奈） | 「ワールド・パレード」                                                                                | ゲーム『ワールド オブ ファイナルファンタジー』エンディングテーマ                                                      |
| 12月     | MAGICAL SUITE PRISMNANA MUSIC COLLECTION VOL.2 STARRY SONGS                                                  | 鷲岡至（三森すずこ）、浅木飛鳥（今井麻美）、織部琴音（喜多村英梨）、柊マコ（安済知佳） | 「Starry Melody」                                                                                     | OVA『まじかるすいーと プリズム・ナナ』テーマソング                                                                    |
| 2017年   | | | | |
| 6月21日  | ガールズ&パンツァー キャラクターソングアルバム「わたしたちも音楽道、はじめました！」                         | ダージリン（喜多村英梨）、オレンジペコ（石原舞） | 「Queen of Quality Season」                                                                           | テレビアニメ『ガールズ&パンツァー』関連曲                                                                             |
| 6月28日  | sin 七つの大罪 BD・DVD第1巻特典CD                                                                            | ルシファー（喜多村英梨） | 「微熱なDancin'」 「Goddamn Critical（ルシファーver）」 「がっでむ♡くりてぃかる（ルシファーver）」    | テレビアニメ『sin 七つの大罪』挿入歌                                                                                  |
| 6月28日  | sin 七つの大罪 BD・DVD第1巻特典CD                                                                            | ルシファー（喜多村英梨）、アスタロト（田所あずさ） | 「微熱なASUDEKO」                                                                                     | テレビアニメ『sin 七つの大罪』挿入歌                                                                                  |
| 8月9日   | 魔法少女まどか☆マギカ Ultimate Best                                                                          | 鹿目まどか（悠木碧）、美樹さやか（喜多村英梨） | 「naturally」                                                                                         | パチスロ機『SLOT魔法少女まどか☆マギカ2』挿入歌                                                                        |
| 8月23日  | QUNA | クーナ（喜多村英梨） | 「Cosmic twinkle star」 「We're ARKS!（Quna ver.）」 「光の果て」                                     | ゲーム『ファンタシースターオンライン2』劇中歌                                                                         |
| 9月27日  | TVアニメ「NEW GAME!!」キャラクターソングCDシリーズ VOCAL STAGE 4                                             | もずく&葉月しずく（喜多村英梨） | 「YOU-TOPIA!」                                                                                        | テレビアニメ『NEW GAME!!』関連曲                                                                                      |
| 10月25日 | ロクでなし魔術講師と禁忌教典 BD・DVD第5巻特典CD                                                              | セリカ＝アルフォネア（喜多村英梨） | 「此の世の摂理を識りし者」                                                                            | テレビアニメ『ロクでなし魔術講師と禁忌教典』関連曲                                                                    |
| 12月20日 | World End Heaven オンライン限定盤                                                                            | 早瀬アサノ（喜多村英梨） | 「World End Heaven（アサノver.）」                                                                    | ゲーム『俺達の世界わ終っている。』関連曲                                                                              |
| 2018年   | | | | |
| 1月24日  | NEW GAME!! Rank.5 初回生産特典キャラクターソングCD                                                           | 葉月しずく（喜多村英梨） | 「KAWAII TEA TIME」                                                                                   | テレビアニメ『NEW GAME!!』関連曲                                                                                      |
| 2月22日  | 閃乱カグラ Burst Re:Newal 主題歌入りデジタルサウンドトラック                                                 | 飛鳥（原田ひとみ）、焔（喜多村英梨） | 「燐廻」                                                                                              | ゲーム『閃乱カグラ Burst Re:Newal』オープニングテーマ                                                                 |
| 5月30日  | Duet♡してくだΨ                                                                                               | 斉木ックラバー feat.斉木楠雄（神谷浩史）、照橋心美（茅野愛衣）、相卜命（喜多村英梨） | 「Duet♡してくだΨ」                                                                                    | テレビアニメ『斉木楠雄のΨ難』第2期エンディングテーマ                                                                  |
| 8月29日  | wicked prince                                                                                                | princess à la mode | 「wicked prince」                                                                                     | ゲーム『〈物語〉シリーズ ぷくぷく』テーマソング                                                                       |
| 11月7日  | Phantasic QM mini album for PHANTASIC 3D LIVE 2018                                                           | Phantasic QM | 「Cheerful smiling」 「レアドロ☆KOI☆こい！ワンモア！（Phantasic QM ver.）」                           | ゲーム『ファンタシースターオンライン2』関連曲                                                                         |
| 11月7日  | Phantasic QM mini album for PHANTASIC 3D LIVE 2018                                                           | クーナ（喜多村英梨） | 「Good Job! My friend!」                                                                              | ゲーム『ファンタシースターオンライン2』関連曲                                                                         |
| 2019年   | | | | |
| 8月9日   | 放課後らぢお vol.1                                                                                           | 室井冬花（喜多村英梨） | 「Last forever」                                                                                      | ドラマCD『Flower garden』関連曲                                                                                       |
| 2020年   | | | | |
| 1月      | キュインぱちんこ P南国育ち デカパトver. ORIGINAL SOUNDTRACK                                                  | 涼風まどか（ミルノ純）、姿月レイコ（遠藤綾）、日高ナツ（青木春子）、夕凪いずみ（今井麻美）、良波しゅり（名義非公開）、ジョディ・バーンサイド（喜多村英梨） | 「キラキラSummer Breeze」                                                                             | パチンコ『P南国育ち デカパトver.』関連曲                                                                              |
| 4月28日  | ファンタシースターオンライン2 エピソード・オラクル キャラクターソングCD                                      | クーナ（喜多村英梨） | 「reverence requiem」                                                                                 | テレビアニメ『ファンタシースターオンライン2 エピソード・オラクル』関連曲                                              |
| 12月23日 | 荒野のコトブキ飛行隊 大空のテイクオフガールズ！ チームソングミニアルバム                                     | ムラクモ空賊団 | 「繚乱天華」                                                                                          | ゲーム『荒野のコトブキ飛行隊 大空のテイクオフガールズ!』関連曲                                                        |
| 2022年   | | | | |
| 2月16日  | パチンコ・パチスロ『ガールズ&パンツァー 劇場版』ボーカルミニアルバム「音楽道、まだまだ邁進中です!!!」        | 西住みほ（渕上舞）、西住まほ（田中理恵）、ダージリン（喜多村英梨）、ケイ（川澄綾子）、アンチョビ（吉岡麻耶）、カチューシャ（金元寿子）、西絹代（瀬戸麻沙美）、ミカ（能登麻美子） | 「ブレイブハーツ・アッセンブル」                                                                      | パチンコ・パチスロ『ガールズ&パンツァー 劇場版』関連曲                                                                |
| 10月26日 | PHANTASY STAR ONLINE 2 キャラクターソングCD〜Song Festival〜 BEST Vol.2                                      | マトイ（佐藤聡美）、八坂火継（種田梨沙）、ハリエット（潘めぐみ）、クーナ（喜多村英梨） | 「Zero-G」 「Thank you」                                                                              | ゲーム『PHANTASY STAR ONLINE 2』関連曲                                                                                |
| 2023年   | | | | |
| 9月27日  | TVアニメ「ガールズ＆パンツァー」10周年ベストアルバム                                                         | 西住みほ（渕上舞）、ダージリン（喜多村英梨）、ケイ（川澄綾子）、アンチョビ（吉岡麻耶）、カチューシャ（金元寿子）、西住まほ（田中理恵） | 「Enter Enter MISSION! 第63回戦車道全国高校生大会ver.」                                               | テレビアニメ『ガールズ&パンツァー』関連曲                                                                             |

### その他参加楽曲
| 発売日         | 商品名                                                                         | 歌 | 楽曲 | 備考                                                            |
| -------------- | ------------------------------------------------------------------------------ | --- | --- | --------------------------------------------------------------- |
| 2005年7月6日   | いっしょにうたおう 最新ベスト 青空のらくがき                                   | エリィ、アンナ、ケイ、ピンクミク | 「Hello!」 | テレビ番組『モンすたージオ』関連曲                              |
| 2005年7月6日   | いっしょにうたおう 最新ベスト 青空のらくがき                                   | ピンクミク、ともえ、ケイ、エリィ、アンナ | 「ハッピー・エナジー」 | テレビ番組『モンすたージオ』関連曲                              |
| 2005年7月6日   | いっしょにうたおう 最新ベスト 青空のらくがき                                   | ケイ、エリィ、アンナ | 「カラダーダ♪ダカラーダ」 | テレビ番組『モンすたージオ』関連曲                              |
| 2005年7月6日   | いっしょにうたおう 最新ベスト 青空のらくがき                                   | ともえ、QQ仮面、エリィ、アンナ、ピンクミク、キキまる | 「QQおんど」 | テレビ番組『モンすたージオ』関連曲                              |
| 2005年9月21日  | 灼鋼のプライド                                                                 | V.S UNION | 「灼鋼のプライド」 「HEROES!」 「はるかな未来」 |                                                                 |
| 2007年6月29日  | 神曲奏界ポリフォニカ Memories White ORIGINAL SOUNDTRACKDISC                    | 喜多村英梨 | 「僕がきみを忘れるまで」 | ゲーム『神曲奏界ポリフォニカ Memories White』主題歌             |
| 2008年1月23日  | 百歌声爛 女性声優編II                                                          | 喜多村英梨 | 「青空のナミダ」〜 「魂のルフラン」〜 「輪舞-revolution」〜 「YOU GET TO BURNING」〜 「Give a reason」〜 「ゆずれない願い」〜 「WILL」〜 「青のレクイエム」〜 「Alone」〜 「Pure Snow」 |                                                                 |
| 2009年12月30日 | 東方聖夜祭 紅魔館のクリスマス                                                  | 今井麻美、喜多村英梨 | 「Silent Night,Holy Night」 | ドラマCD『東方聖夜祭 紅魔館のクリスマス』挿入歌                 |
| 2010年3月19日  | 東京国際アニメフェア2010公式テーマソング「Happy place」                        | えりゆか | 「Happy place」 | イベント『東京国際アニメフェア2010』テーマソング                |
| 2010年3月19日  | 東京国際アニメフェア2010公式テーマソング「Happy place」                        | えりゆか | 「忘れない…」 | ラジオドラマ『魔法使いは☆ゆゆしき☆乙女』イメージソング          |
| 2010年8月25日  | 喜多村英梨のWonderful Girlie Radio Show ラジオCD Vol.1                         | Village Stones | 「Wonderful Party Project Ver.B」 |                                                                 |
| 2010年9月29日  | Wonderful Party Project                                                        | Village Stones | 「Wonderful Party Project」 | ラジオ『喜多村英梨のWonderful Girlie Radio Show』主題歌         |
| 2010年10月20日 | 喜多村英梨のWonderful Girlie Radio Show ラジオCD Vol.2                         | Village Stones | 「Wonderful Party Project Ver.C」 |                                                                 |
| 2010年11月7日  | ☆Twinkle☆Girls☆                                                                | ☆Twinkle☆Girls☆ | 「☆Twinkle☆Girls☆」 | ゲーム『コープスパーティー Book of Shadows』挿入歌              |
| 2010年11月7日  | ☆Twinkle☆Girls☆                                                                | ☆Twinkle☆Girls☆ | 「YAKUSOKU」 |                                                                 |
| 2010年12月29日 | LoVE×MUSHROOM                                                                  | LoVE×MUSHROOM（喜多村英梨） | 「星と紙屑」 | ラジオ『喜多村英梨のROYAL×RADIO』オープニングテーマ             |
| 2010年12月29日 | LoVE×MUSHROOM                                                                  | LoVE×MUSHROOM（喜多村英梨） | 「蒼草」 | ラジオ『喜多村英梨のROYAL×RADIO』エンディングテーマ             |
| 2011年2月9日   | MAGICAL ANGEL CREAMY MAMI official tribute ALBUM                               | 喜多村英梨 | 「ハートのSEASON」 | 『魔法の天使クリィミーマミ』公式トリビュート・アルバム          |
| 2011年10月1日  | ☆Twinkle☆Girls☆ original albam                                                 | ☆Twinkle☆Girls☆ | 「Flying☆Smile」 「Dear…」 「☆Twinkle☆Girls☆ -remix ver-」 「YAKUSOKU -remix ver-」 |                                                                 |
| 2011年10月1日  | ☆Twinkle☆Girls☆ original albam                                                 | ☆Twinkle☆Girls☆（笠原あきら・喜多村英梨） | 「Harmonic Overtone」 |                                                                 |
| 2011年10月1日  | ☆Twinkle☆Girls☆ original albam                                                 | ☆Twinkle☆Girls☆（喜多村英梨） | 「Link」 |                                                                 |
| 2012年1月8日   | ☆Twinkle☆Girls☆ 2.5 Original Single                                            | ☆Twinkle☆Girls☆ チームT | 「Myself」 |                                                                 |
| 2012年1月8日   | ☆Twinkle☆Girls☆ 2.5 Original Single                                            | ☆Twinkle☆Girls☆ with 大坪由佳 | 「☆Twinkle☆Girls☆ with Otsubo Yuka」 |                                                                 |
| 2012年3月31日  | tetote                                                                         | 浅沼晋太郎、岡本信彦、小野大輔、梶裕貴、木村良平、藤原啓治、前野智昭、井口裕香、伊藤かな恵、伊藤静、井上麻里奈、金元寿子、川澄綾子、喜多村英梨、釘宮理恵、佐藤聡美、佐藤利奈、沢城みゆき、中原麻衣、南條愛乃、能登麻美子、花澤香菜、日笠陽子、三森すずこ、徳井青空、佐々木未来、橘田いずみ、悠木碧 | 「tetote」 |                                                                 |
| 2014年1月22日  | HiBiKi Radio Station×EARLY WING presents HiE@r Time vol.3                      | ROYAL×RADIO（喜多村英梨） | 「ROYAL×PARTY」 | ラジオ『喜多村英梨のROYAL×RADIO』テーマソング                   |
| 2018年10月28日 | IRiDESCENT//WAVE                                                               | IRiDESCENT//WAVE（喜多村英梨） | 「WAVE wave WAVE」 | Webラジオ『喜多村英梨のradioキタエリ×モード』オープニングテーマ |
| 2018年10月28日 | IRiDESCENT//WAVE                                                               | IRiDESCENT//WAVE（喜多村英梨） | 「fall into place +++」 | Webラジオ『喜多村英梨のradioキタエリ×モード』エンディングテーマ |
| 2018年7月26日  | ファンタシースターシリーズ30周年記念「ライブシンパシー2018」メモリアルアルバム | 喜多村英梨 | 「Cosmic twinkle star」 「Our Fighting」 「終わりなき物語」 「永遠のencore」 | ゲーム『ファンタシースターオンライン2』関連曲                   |
| 2018年7月26日  | ファンタシースターシリーズ30周年記念「ライブシンパシー2018」メモリアルアルバム | 光吉猛修 feat.喜多村英梨 | 「We're ARKS!（セッション）」 | ゲーム『ファンタシースターオンライン2』関連曲                   |
| 2018年7月26日  | ファンタシースターシリーズ30周年記念「ライブシンパシー2018」メモリアルアルバム | 喜多村英梨、出演者全員 | 「光の果て」 | ゲーム『ファンタシースターオンライン2』関連曲                   |

### 未音源化楽曲
| 発表時期 | 楽曲 | 歌 | 備考                                                                                          |
| 2009年   | 2009年 | 2009年 | 2009年                                                                                        |
| -------- | --- | --- | --------------------------------------------------------------------------------------------- |
|          | 「you」 | ミヤビ（喜多村英梨）                                                                                             | ゲーム『仙魔道』関連曲                                                                        |
| 8月      | 「明日へ… shining future」 | 喜多村英梨 | パチンコ『CR BLOOD+』テーマソング                                                             |
|          | 「夢見るCaged Bird」 「Oh! Mama Go To」 「Ride on time」 「Ride on time（アレンジA）」 「素直になれない」 「時間のカケラ」 「時間のカケラ（アレンジA）」 「絶対アイドル☆宣言」 「絶対アイドル☆宣言（アレンジA）」 「絶対アイドル☆宣言（アレンジB）」 「絶対アイドル☆宣言（アレンジC）」 「Glory Days」 「横浜ラプソディー」 「コイヲシテイマス」 「コイヲシテイマス（アレンジA）」 「sweet×2☆summer」 「Hi!-Kin-goo」 「イケないLip stick」 「愛しきHero!」 「Real」 「カンパイ☆LOVE」 | みお（喜多村英梨）                                                                                               | ゲーム『ドリームクラブ』関連曲                                                                |
| 2010年   | | |                                                                                               |
|          | 「月の露珠」 「ステキなmagician☆」 「Time traveler」 | みお（喜多村英梨）                                                                                               | ゲーム『ドリームクラブ』関連曲                                                                |
| 2011年   | | |                                                                                               |
|          | 「夢見るCaged Bird（ZERO）」 「半分はママのシナリオ（ZERO）」 「Oh! Mama Go To（ZERO）」 「Ride on time（ZERO）」 「Ride on time（アレンジA）（ZERO）」 「素直になれない（ZERO）」 「時間のカケラ（ZERO）」 「時間のカケラ（アレンジA）（ZERO）」 「絶対アイドル☆宣言（ZERO）」 「絶対アイドル☆宣言（アレンジA）（ZERO）」 「Glory Days（ZERO）」 「横浜ラプソディー（ZERO）」 「コイヲシテイマス（ZERO）」 「コイヲシテイマス（アレンジA）（ZERO）」 「JEWEL」 「☆Paradise☆」 「ココロのコトバ」 「Happy & Pride」 「ミライはNO!NO!NO!」 「あなたのそばにいたいのに」 「恋・KOI☆week end!」 「Pure色100萬$☆」 | みお（喜多村英梨）                                                                                               | ゲーム『ドリームクラブZERO』関連曲                                                            |
| 2016年   | | |                                                                                               |
| 8月      | 「AWAKE」 | ブリュンヒルデ（喜多村英梨）                                                                                     | ゲーム『SEVENTH DARK』主題歌                                                                  |
| 10月15日 | 「T・H・N・P!（とってもハロウィンナナパーティー！）」 | 鷲岡至（三森すずこ）、浅木飛鳥（今井麻美）、織部琴音（喜多村英梨）                                               | OVA『まじかるすいーと プリズム・ナナ』第3弾挿入歌                                             |
| 2018年   | | |                                                                                               |
| 5月      | 「Jump to the Future」 | ノイル（喜多村英梨）                                                                                             | ゲーム『ホップステップジャンパーズ』主題歌                                                    |
|          | 「集結の華々」 | 飛鳥（原田ひとみ）、雪泉（原由実）、焔（喜多村英梨）、雅緋（平田宏美）                                           | ゲーム『シノビマスター 閃乱カグラ NEW LINK』オープニングテーマ                                |
| 2021年   | | |                                                                                               |
| 8月2日   | 「resume」 | 鹿目まどか（悠木碧）、美樹さやか（喜多村英梨）、巴マミ（水橋かおり）                                             | パチスロ『SLOT劇場版 魔法少女まどか☆マギカ[前編]始まりの物語／[後編]永遠の物語』関連曲        |
| 2023年   | | |                                                                                               |
| 11月6日  | 「naturally -Re:birth-」 | 鹿目まどか（悠木碧）、暁美ほむら（斎藤千和）、巴マミ（水橋かおり）、美樹さやか（喜多村英梨）、佐倉杏子（野中藍） | スマスロ『劇場版 魔法少女まどか☆マギカ[前編]始まりの物語／[後編]永遠の物語f‐フォルテ‐』関連曲 |
| 11月6日  | 「Dessin」 | 美樹さやか（喜多村英梨）                                                                                         | スマスロ『劇場版 魔法少女まどか☆マギカ[前編]始まりの物語／[後編]永遠の物語f‐フォルテ‐』関連曲 |
| 2024年   | | |                                                                                               |
| 5月25日  | 「By Your Side」 | アドリアン（喜多村英梨）                                                                                         | ゲーム『エバーソウル』関連曲                                                                  |

### CD未収録PV
- つよがり（2004年、PONY CANYON INC.）
- 証×炎 -SHOEN-（2014年、スターチャイルド）
- T・H・N・P!（とってもハロウィンナナパーティー！）（2016年、三森すずこ・今井麻美と歌唱・共演）

### 作詞を行った作品
2009年
1. Guilty Future（Ai*Mei Guiと共同作詞）※E-RImix名義

2011年
1. Link
2. Be A Diamond

2012年

2013年
1. Chu→ning♪

2014年
1. ＼m／
2. sentiment
3. 掌 -show-（河合英嗣と共同作詞）
4. Greedy;(cry)
5. 残響//輪廻

2017年
1. バラユリxxxx（千景と共同作詞）
2. 恋華火
3. FORTiTUDE
4. DiVE to GiG - K - AiM
5. メルト〜やみかわいい〜
6. +×+×+荊棘+×+×+
7. K'T'E'R×M'O'D'E
8. arcadia † paroniria
9. TiCK TACK

2018年
1. 妄想帝国蓄音機
2. fairy∞world
3. ViViD DESiRE

2019年
1. 瑠璃色
2. paradigm ∞ shift
3. witch spat out a curse
4. Desperate Death Dimension
5. DELIGHT
6. GO↗︎MY→AWAKE⤴︎

- 3rdアルバム『ILLUSION DREAM』収録曲
  1. Psychological Mental Health
  2. Dependency
  3. mirage ∝ an illusory hope

2020年
1. ヱゴヰズム
2. 禁断果実
3. SH!NE GO!NG UP

2022年
- 4thアルバム『IЯiDÉSCEИT%V!SIØN』収録曲
  1. D!zzy…&
  2. SynApsE
  3. ANGER%
  4. Belief in Oneself
  5. HOLy×SH!T
  6. ETERNiTY
  7. 虹色

2023年
1. ! SCRE4M NOiSE M4KER
2. EVilAliVE

## ライブ・イベント

### 合同ライブ
| 出演日            | タイトル                                                             | 会場                                   |
| ----------------- | -------------------------------------------------------------------- | -------------------------------------- |
| 2012年8月26日     | Animelo Summer Live 2012 -INFINITY∞-                                 | さいたまスーパーアリーナ（埼玉県）     |
| 2013年1月26日     | リスアニ! LIVE 3 SATURDAY STAGE                                      | 日本武道館（東京都）                   |
| 2013年8月25日     | Animelo Summer Live 2013 -FLAG NINE-                                 | さいたまスーパーアリーナ（埼玉県）     |
| 2013年11月23日    | ANIMAX MUSIX 2013                                                    | 横浜アリーナ（神奈川県）               |
| 2014年1月18日     | ANIMAX MUSIX 2014 TAIWAN                                             | 台湾大学綜合体育館三楼（台湾・台北市） |
| 2014年8月30日     | Animelo Summer Live 2014 -ONENESS-                                   | さいたまスーパーアリーナ（埼玉県）     |
| 2014年11月1日     | AMAZING SOUL FES 2014 -飛翔-                                         | Zepp Tokyo（東京都）                   |
| 2014年12月5日     | ANIME FESTIVAL ASIA 2014 Singapore                                   | （シンガポール）                       |
| 2015年2月22日     | クロスアンジュ 天使と竜の祭                                          | パシフィコ横浜                         |
| 2015年6月20・21日 | KING SUPER LIVE 2015                                                 | さいたまスーパーアリーナ（埼玉県）     |
| 2017年4月22日     | STAR★ROCK fes 2017                                                   | duo MUSIC EXCHANGE（東京都）           |
| 2017年6月25日     | さーくるふぁいあー!! 2 produced by SUPER BREAK                       | CLUB CITTA'川崎（神奈川県）            |
| 2017年7月30日     | elements,H presents〜HAKUEI VS ライブシリーズ〜『Amazing Vibration』 | 渋谷duo MUSIC EXCHANGE（東京都）       |
| 2019年4月29日     | LOUDOLFES 2019 Spring〜春のモッシュ祭り〜                            | 渋谷club asia                          |